# Ravenna
Ravenna (, AFI: /raˈvenna/ o /raˈvɛnna/; Ravèna in romagnolo) è un comune italiano di 156 413 abitanti capoluogo dell'omonima provincia in Emilia-Romagna. È la città più grande e storicamente più importante della Romagna; il suo territorio comunale è il secondo in Italia per superficie (superato solo da quello di Roma) e comprende nove lidi della riviera romagnola.
Nella sua storia, è stata capitale tre volte: dell'Impero romano d'Occidente (402-476), del Regno ostrogoto (493-540) e dell'Esarcato bizantino (584-751). Per le vestigia di questo luminoso passato, il complesso dei primi monumenti cristiani di Ravenna è inserito, dal 1996, nella lista dei siti italiani patrimonio dell'umanità dall'UNESCO, come sito seriale "monumenti paleocristiani di Ravenna".
Nella seconda metà del XX secolo la città ha conosciuto un periodo di grande espansione. Alla crescita demografica si è affiancata una serie di progetti architettonici che si concentrano in particolare attorno al canale Candiano, che collega la città al mare Adriatico.

## Geografia fisica

### Territorio
Il centro della città si trova a 8 km dal mare Adriatico, al quale è collegato per mezzo del canale Candiano. Propaggini urbane si estendono fino al mare attraverso il Porto di Ravenna.
Le spiagge ravennati vengono chiamate "lidi", amministrativamente sono classificate come frazioni. I nove lidi ravennati sono definiti, in base alla posizione rispetto al canale portuale, in "Lidi Nord" o "Lidi Sud".
Lidi Nord: Casal Borsetti, Marina Romea e Porto Corsini.
Lidi Sud: Marina di Ravenna, Punta Marina Terme, Lido Adriano, Lido di Dante, Lido di Classe e Lido di Savio.
Il paesaggio nelle frazioni poste sul litorale presenta elementi caratteristici. Nei lidi nord si incontrano ampi specchi d'acqua come l'oasi WWF di Punte Alberete inserita nella spettacolare Pineta di San Vitale. A sud l'elemento predominante è la Pineta di Classe citata da Boccaccio nel Decamerone e da Dante nella Divina Commedia.

### Clima
Il clima di Ravenna è tipico della pianura padana, influenzato dal mare Adriatico, distante solo 8 km dal centro abitato, ed è di tipo temperato sub-continentale, con inverni moderatamente freddi (le temperature medie stagionali si aggirano attorno ai 5 °C) ed estati afose, con temperature che si attestano su valori medi intorno ai 23 °C. Sia d'estate che d'inverno l'aria presenta un consistente grado di umidità, con tassi rispettivamente del 75,3% e dell'86%. La temperatura minima assoluta è stata di −14,0 °C, registrata nel 1956. I giorni di gelo sono mediamente 35 all'anno.
| Ravenna Punta Marina (1971-2000) | Mesi | Mesi | Mesi | Mesi | Mesi | Mesi | Mesi | Mesi | Mesi | Mesi | Mesi | Mesi | Stagioni | Stagioni | Stagioni | Stagioni | Anno  |
| Ravenna Punta Marina (1971-2000) | Gen  | Feb  | Mar  | Apr  | Mag  | Giu  | Lug  | Ago  | Set  | Ott  | Nov  | Dic  | Inv      | Pri      | Est      | Aut      | Anno  |
| -------------------------------- | ---- | ---- | ---- | ---- | ---- | ---- | ---- | ---- | ---- | ---- | ---- | ---- | -------- | -------- | -------- | -------- | ----- |
| T. max. media (°C)               | 6,2  | 8,8  | 12,7 | 16,3 | 21,7 | 25,7 | 28,7 | 28,7 | 24,5 | 18,8 | 11,6 | 7,2  | 7,4      | 16,9     | 27,7     | 18,3     | 17,6  |
| T. media (°C)                    | 3,5  | 5,4  | 8,9  | 12,4 | 17,3 | 21,0 | 23,9 | 23,9 | 20,0 | 15,0 | 8,6  | 4,5  | 4,5      | 12,9     | 22,9     | 14,5     | 13,7  |
| T. min. media (°C)               | 0,8  | 2,0  | 5,0  | 8,4  | 12,8 | 16,3 | 19,0 | 19,0 | 15,5 | 11,2 | 5,6  | 1,8  | 1,5      | 8,7      | 18,1     | 10,8     | 9,8   |
| Precipitazioni (mm)              | 32,8 | 33,5 | 46,5 | 54,8 | 42,9 | 48,3 | 37,8 | 57,8 | 69,1 | 55,7 | 64,5 | 40,5 | 106,8    | 144,2    | 143,9    | 189,3    | 584,2 |
| Giorni di pioggia                | 5    | 5    | 6    | 7    | 7    | 6    | 4    | 5    | 6    | 6    | 7    | 6    | 16       | 20       | 15       | 19       | 70    |

## Origine del nome
Insediamento di epoca remota, il toponimo si ritiene derivi da un prelatino "*rava", probabilmente di origine umbra, che in origine designava un "dirupo prodotto da acqua che scorre" e successivamente "canale, palude, bassura, fanghiglia", unito ad un suffisso "-enna", di origine etrusca.

## Storia

### Fondazione

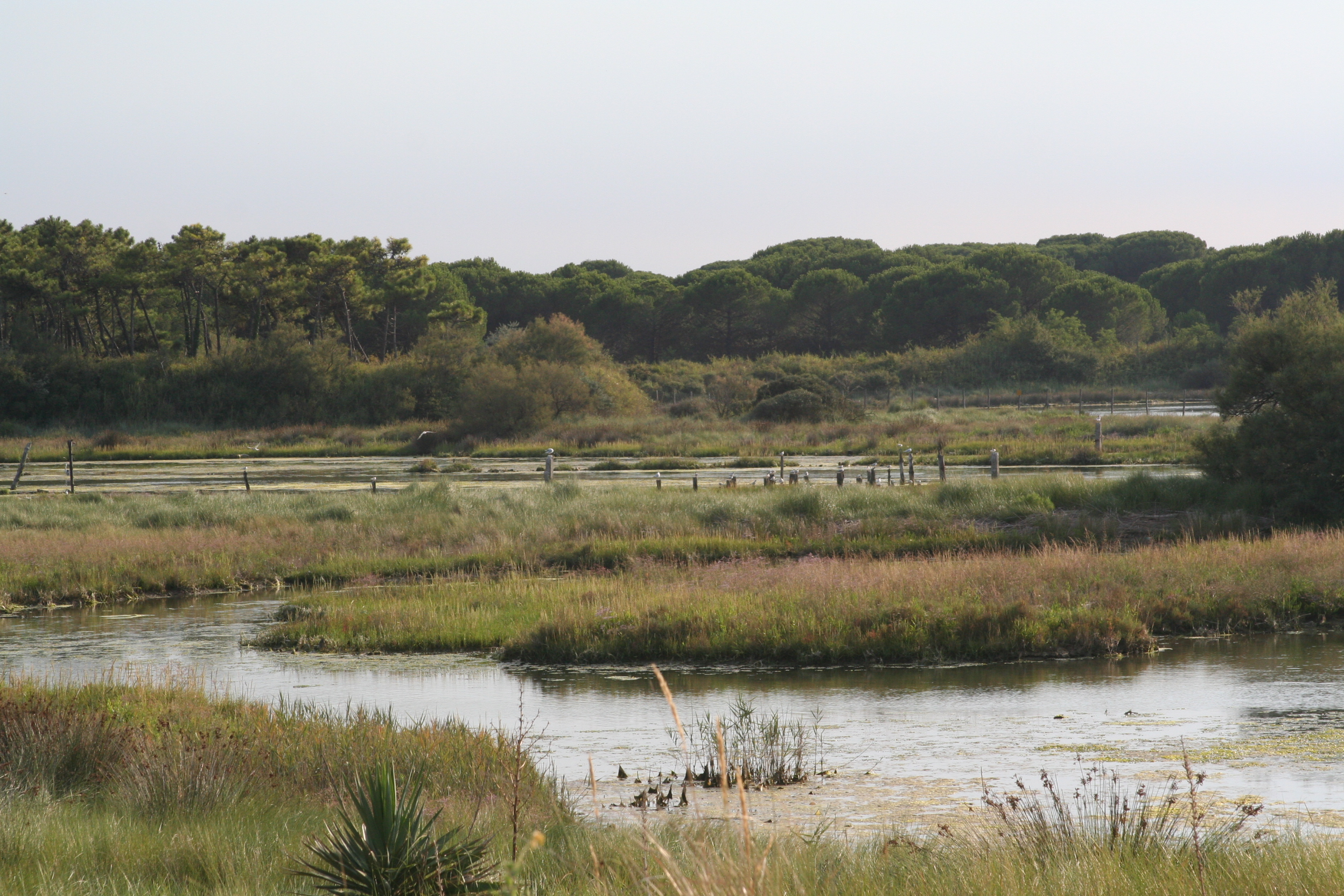
La foce del Bevano, ambiente analogo all'antica valle Padusa

Le più antiche testimonianze archeologiche rinvenute permettono di datare almeno al V secolo a.C. la presenza degli Umbri nel ravennate dove rimasero indisturbati fino al III secolo a.C. quando iniziarono ad avvenire i primi contatti con la civiltà romana. La lunga indipendenza degli Umbri è dovuta alla particolare conformazione territoriale di Ravenna che fino al termine del medioevo permetteva di raggiungere la città solamente via acqua, questa caratteristica consentì alla popolazione di intrattenere floridi rapporti politici ed economici con gli Etruschi e i Galli pur rimanendo indipendente da essi. L'area del ravennate forniva una protezione naturale infatti era delimitata a est dal mare Adriatico, a ovest dalla valle Padusa, una vasta zona paludosa attraversata dai fiumi Santerno, Senio, Lamone, Montone e Ronco che a nord si congiungeva nell'intricato sistema idrico del delta del Po mentre a sud era collegata alla terraferma attraverso alcune dune sabbiose.
Gli storici antichi non riuscirono a identificare univocamente l'origine dell'insediamento preromano: per lo storico latino Plinio il Vecchio i fondatori della città sarebbero i Sabini; il greco Strabone invece afferma che i primi insediamenti della zona furono opera dei Tessali mentre per Dionigi di Alicarnasso degli Etruschi; infine lo storico bizantino Giordane suppone che la zona fosse abitata dai Veneti mentre per Zosimo dai Pelasgi.

### Storia antica
I primi contatti fra la civiltà romana e la città di Ravenna sono documentati intorno al 220 a.C. e furono fin da subito caratterizzati da rapporti di amicizia e alleanza, tanto che nel corso del II secolo a.C. Ravenna diventò una città federata della Repubblica romana. La particolare posizione geografica della città convinse l'imperatore Augusto a dislocare nella località di Classe una grande flotta militare incaricata di vigilare sulla sicurezza dell'intero Mare nostrum insieme a quella di stanza nel porto di Miseno. Il porto di Classe fu poi collegato al delta del Po dalla fossa Augusta e raggiunse la sua massima espansione tra il II e il III secolo, epoca in cui secondo Cassio Dione il porto poteva contenere fino a 250 navi da guerra mentre la città era abitata da circa 10 000 persone delle quali molte provenienti da oriente e quindi cristiane.
Nel 402 l'imperatore Onorio trasferì da Milano a Ravenna la capitale dell'Impero romano d'Occidente per sfuggire alle minacce del sovrano visigoto Alarico. Per via del suo status gli imperatori che si susseguirono diedero un grande impulso all'edilizia sacra e militare a cui si aggiunse uno sviluppo delle arti figurative durante il governo di Galla Placidia, nonostante ciò Ravenna fu dilaniata dalle continue lotte di potere che la condussero a un progressivo impoverimento generale. Oltre alle guerre intestine la città dovette affrontare anche il naturale fenomeno della subsidenza che provocò l'interramento della laguna che rese la zona paludosa e inutilizzabile il porto di Classe.
Ravenna rimase capitale dell'impero fino al 476 quando il re degli Eruli Odoacre depose il giovane Romolo Augusto, per poi mantenere il potere fino al 493 quando sopraggiunse il re goto Teodorico il Grande. Divenuta capitale del regno Ravenna conobbe un periodo di forte espansione, furono ampliate le mura, bonificate le paludi, costruiti numerosi edifici religiosi e ristrutturate le infrastrutture di epoca romana, fu anche inaugurato un nuovo palazzo reale alla cui corte si distinsero numerosi studiosi come Severino Boezio, Cassiodoro, Giordane e il letterato Aratore.

### Storia medievale

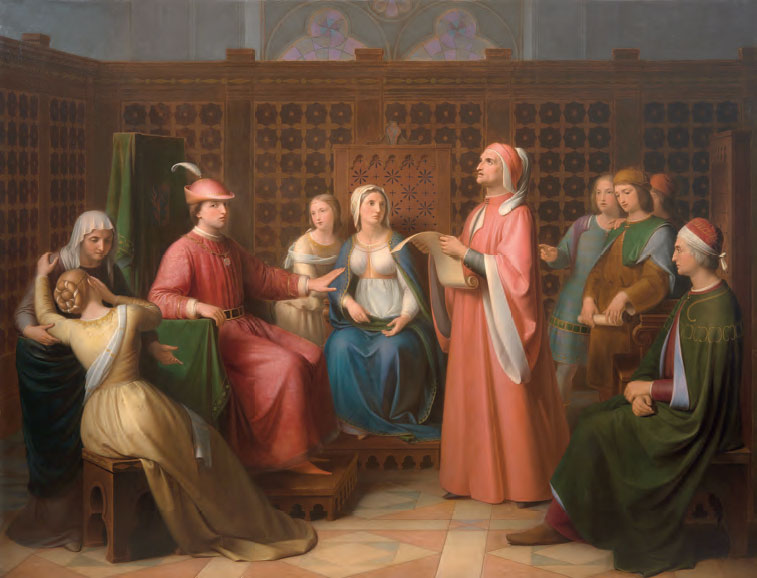
Dante alla corte di Guido Novello da Polenta

Nel 535 l'imperatore Giustiniano I decise di recuperare i territori occidentali dell'Impero. Mosse guerra ai Goti, assegnando pieni poteri al generale Belisario. Nel 539 Ravenna fu posta sotto assedio, venendo conquistata l'anno seguente. Dopo la fine della guerra (553), la città divenne un importante centro di scambio tra la cultura occidentale e quella orientale. Nonostante la subsidenza del suolo e il grave dissesto idrogeologico generatosi il suo antico porto fu mantenuto in funzione. Giustiniano elevò la città a sede arcivescovile e nominò arcivescovo (il primo nella storia della città) Massimiano, un uomo a lui fedele. Nel corso del suo ministero episcopale Massimiano si preoccupò di rendere la città un importante centro culturale ecclesiastico, al pari di Roma e Costantinopoli inaugurando edifici maestosi come la basilica di San Vitale e promuovendo letterati del calibro di Rusticio Elpidio Domnulo e Venanzio Fortunato. La crescente importanza ed estensione dell'arcidiocesi di Ravenna, ormai autocefala e seconda solo a Roma, convinse nel 666 l'imperatore Costante II a emanare un privilegio che garantiva all'arcivescovato la piena giurisdizione sull'Emilia-Romagna. L'indipendenza e la potenza dell'arcidiocesi di Ravenna furono più volte oggetto di scontro con il papato, tanto che nel 680 l'arcivescovo Teodoro decise di abbandonare l'autocefalia provocando una serie di ribellioni e un progressivo indebolimento del potere arcivescovile che fu poi soppresso nel 751 con la caduta dell'esarcato e la venuta del re longobardo Astolfo.
Con la firma della Promissio Carisiaca nel 754 la città passò sotto il controllo del papato, ma di fatto il trattato non fu mai operativo in quanto gli arcivescovi con l'appoggio dell'aristocrazia locale mantennero la chiesa ravennate parzialmente indipendente da quella romana. Persa la funzione di capitale la città fu abbandonata a sé stessa e ciò provocò l'interramento del porto e il conseguente spopolamento di Classe, inoltre tra il 726 e il 744 la città fu soggetta a un violento terremoto che rovinò irrimediabilmente l'impianto urbanistico cittadino e rendendola di fatto una cava a cielo aperto. Le sorti della città si risollevarono temporaneamente nel X secolo quando l'imperatore Ottone I ordinò la costruzione di un palazzo reale in città per avvicinarsi agli arcivescovi ravennati, storicamente antagonisti del papa. Nel corso della lotta per le investiture la chiesa di Ravenna si mantenne sempre fedele a tutti gli imperatori tanto che nel 1080 l'imperatore Enrico IV nominò antipapa l'allora arcivescovo Guiberto di Ravenna, fatto che compromise per lungo tempo i rapporti con Roma e che rese inevitabile la sconfitta dell'arcivescovato.
Così come nel resto d'Italia nel 1109 anche a Ravenna nacque il comune che nel 1181 sotto l'egida della famiglia dei Traversari riuscì parzialmente a liberarsi dall'influenza dall'arcivescovo. Nel 1240 però i Traversari si collocarono nella fazione guelfa e in risposta a questa decisione l'imperatore Federico II di Svevia attaccò la città distruggendola. In seguito alla cacciata dei Traversari iniziò a farsi largo tra la nobiltà ravennate la famiglia dei Da Polenta che con un colpo di stato nel 1275 instaurò una signoria cittadina sottomessa allo Stato pontificio. Nel corso del XIV secolo i polentani spinsero per la ricostruzione di case in muratura e il ripopolamento della città, inoltre investirono molte risorse nel ripristino dei canali fluviali consentendo alla città di ricollegarsi al mare Adriatico e al delta del Po. Nel 1313 durante la signoria di Guido Novello da Polenta, Ravenna accolse il poeta Dante Alighieri che vi morì di malaria nel 1321.

### Storia moderna
Nei primi anni del XV secolo la Repubblica di Venezia offrì la sua protezione al signore di Ravenna Obizzo da Polenta, che per via della disparità di forze accettò. Questa condizione di subalternità continuò fino al 1438 quando per conto del duca di Milano Filippo Maria Visconti il capitano di ventura Niccolò Piccinino scese in Romagna conquistando Ravenna, la risposta di Venezia non si fece attendere e nel 1441 conquistò la città ed esiliò a Creta Ostasio III da Polenta ponendo fine alla signoria. Come per le altre città dello Stato da Tera i veneziani stravolsero la politica locale e militarizzarono la città costruendo terrapieni e altre opere difensive come la rocca Brancaleone, la città inoltre fu radicalmente ampliata e ristrutturata e iniziò ad accogliere un numero sempre maggiore di forestieri provenienti dalla Pianura Padana. I veneziani governarono Ravenna fino al 1509 quando in seguito alla battaglia di Agnadello furono costretti ad abbandonare la città che passo sotto il controllo dello Stato Pontificio.

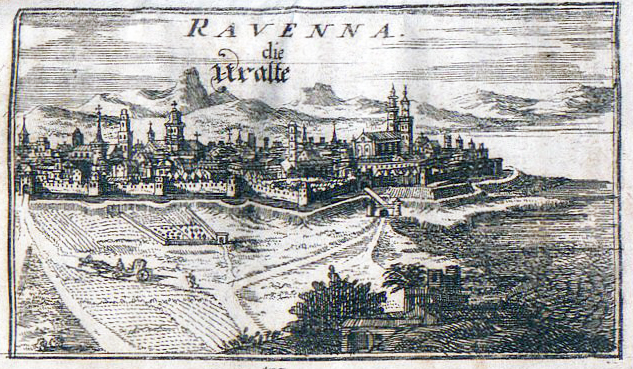
Ravenna in un'illustrazione del 1703

In seguito all'acquisizione pontificia la città mutò repentinamente, alla politica veneziana si sostituì un'oligarchia di famiglie nobili capitanate dai Rasponi mentre molte delle opere veneziane furono devastate dai francesi nel 1512 nel corso di una battaglia. Dopo altri tre anni di governo veneziano nel 1530 col favore di papa Clemente VII i Rasponi imposero la loro egemonia sulla città avviandola a un progressivo declino economico e culturale parzialmente rallentato dall'arcivescovato che in piena controriforma diede inizio alla costruzione e alla ristrutturazione di alcuni edifici di culto come il duomo e la basilica di Santa Maria in Porto. Nel frattempo i problemi idrogeologici a cui la città era sempre stata afflitta si aggravarono, in particolare il progressivo innalzamento del letto dei fiumi Ronco e Montone causò tra il 1544 e il 1715 quindici alluvioni. Per risolvere il problema nel 1739 i due fiumi vennero deviati e fatti confluire nel canale dei Fiumi Uniti a sud della città e sul percorso del vecchio letto del fiume Montone venne aperto in onore di papa Clemente XII il canale Corsini. Nel corso del XVIII secolo a una lenta ripresa culturale si affiancò anche la costruzione di nuove chiese e di edifici pubblici come l'orfanotrofio maschile e la tomba di Dante.

### Storia contemporanea

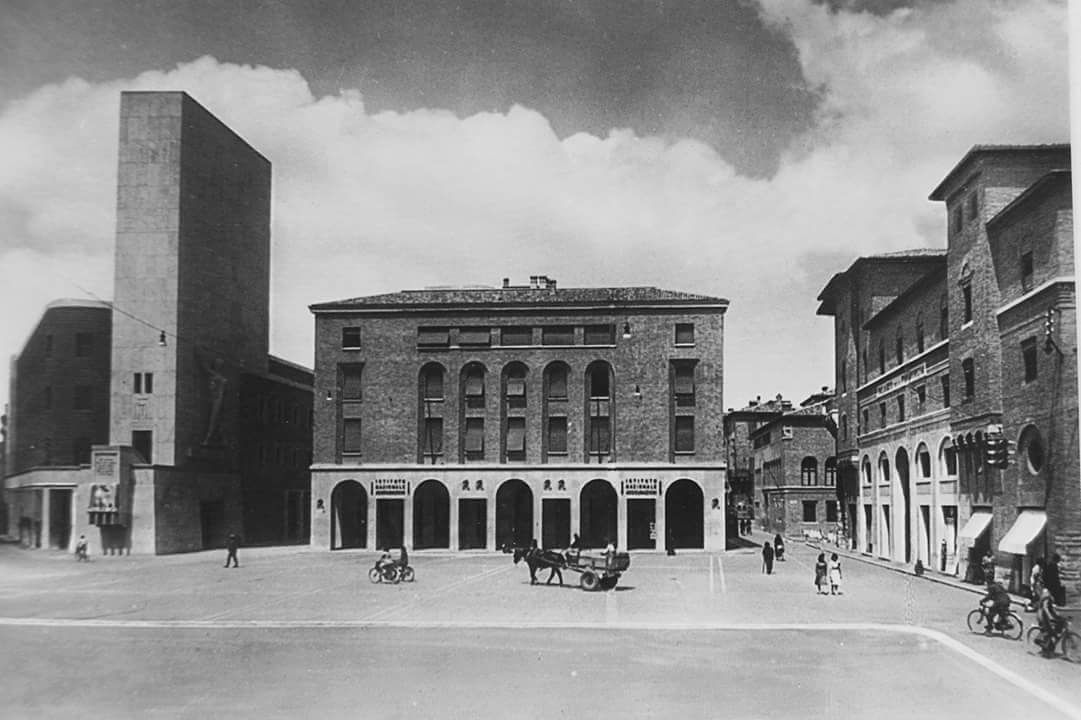
Piazza caduti per la libertà nel 1939

Con l'inizio della campagna d'Italia napoleonica il 26 giugno 1796 il generale Pierre Augereau entrò a Ravenna che diventò ben presto parte della Repubblica Cispadana e di conseguenza il potere e le terre dell'arcivescovato furono notevolmente ridotti. Dopo il momentaneo dominio napoleonico nel 1815 a Ravenna tornò nuovamente allo Stato Pontificio che dovette affrontare numerose rivolte spesso organizzate dalla carboneria e galvanizzate dalla presenza del poeta e patriota George Byron. Dal punto di vista economico però l'amministrazione pontificia con adeguate opere di bonifica incoraggiò la coltivazione del riso che consentì a imprenditori e affittuari di arricchirsi. La risicoltura provocò un netto aumento della popolazione ravennate a cui però non conseguì una proporzionata espansione edilizia, pertanto intorno alla città nei pressi dei campi si andarono a creare molte baraccopoli abitate dai braccianti.
Con il plebiscito delle provincie dell'Emilia del 1860 Ravenna, città dal forte spirito repubblicano, fu integrata nel nascente Regno d'Italia. L'economia prevalentemente agricola della città, basata sulla coltura del riso e della barbabietola da zucchero, favorì la nascita delle società di mutuo soccorso, che si rafforzarono ulteriormente con l'inizio della meccanizzazione agricola e il conseguente licenziamento della gran parte dei braccianti. Figura di primo piano nella lotta sindacale ravennate fu quella di Nullo Baldini che seppur di ispirazione socialdemocratica non riuscì ad arginare le violente proteste del 1914, che si ripeterono nell'estate del 1919 una volta conclusasi la prima guerra mondiale. Il movimento operaio subì un brusco arresto nel 1922 con l'inizio del fascismo. A Ravenna, così come in gran parte delle città italiane e dell'Impero, lasciò una visibile impronta architettonica con nuovi edifici pubblici aventi lo stile architettonico "imperiale", caratterizzato da elementi neoclassici, razionalisti e monumentali. Negli anni trenta si dedicò alla sistemazione di porto Corsini e alla creazione della località turistica Marina di Ravenna. I 150 bombardamenti della seconda guerra mondiale devastarono la città compromettendo numerosi monumenti il cui restauro iniziò immediatamente a guerra finita. Nel dopoguerra Ravenna visse un forte sviluppo industriale e un conseguente aumento della popolazione grazie anche alla fondazione di una grande raffineria di petrolio, di uno stabilimento petrolchimico e allo sviluppo delle attività di estrazione del gas naturale.
Il secondo dopoguerra vide anche il verificarsi del fenomeno della subsidenza, cioè dell'abbassamento del suolo. Dovuto esclusivamente ad attività umane, ha interessato soprattutto il litorale. Il rapporto quinquennale Arpae uscito nel 2023 mostra come nei primi 20 anni del XXI secolo Lido di Dante ha perso 35 centimetri, seguito da Lido Adriano con 25 cm.

### Simboli
Lo stemma storico della città è stato riconosciuto con decreto del capo del governo del 26 maggio 1937 e rappresenta un pino sostenuto da due leoni affrontati.
(D.C.G. 26 maggio 1937)
Attestato già nel XV secolo, ha subito pochi cambiamenti ed è stato recepito in epoca contemporanea dal comune di Ravenna, che gli ha aggiunto gli ornamenti esteriori di città.
Il gonfalone è un drappo rettangolare partito di giallo e di rosso, caricato dello stemma privo di scudo e ornamenti.

### Onorificenze
Ravenna è insignita delle seguenti onorificenze:

## Monumenti e luoghi d'interesse

### Architetture religiose

#### Monumenti paleocristiani

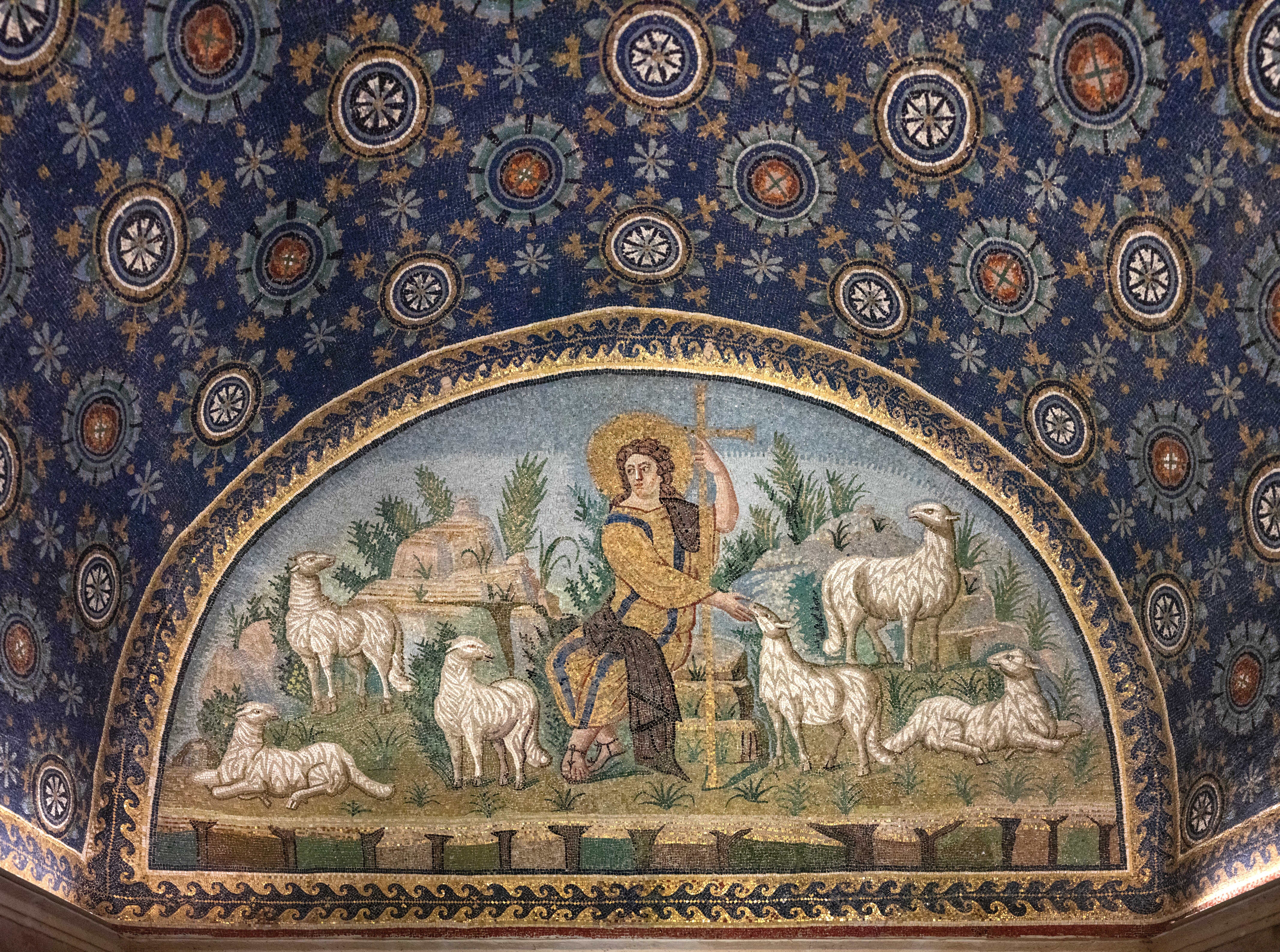
Mosaico di una lunetta del mausoleo di Galla Placidia

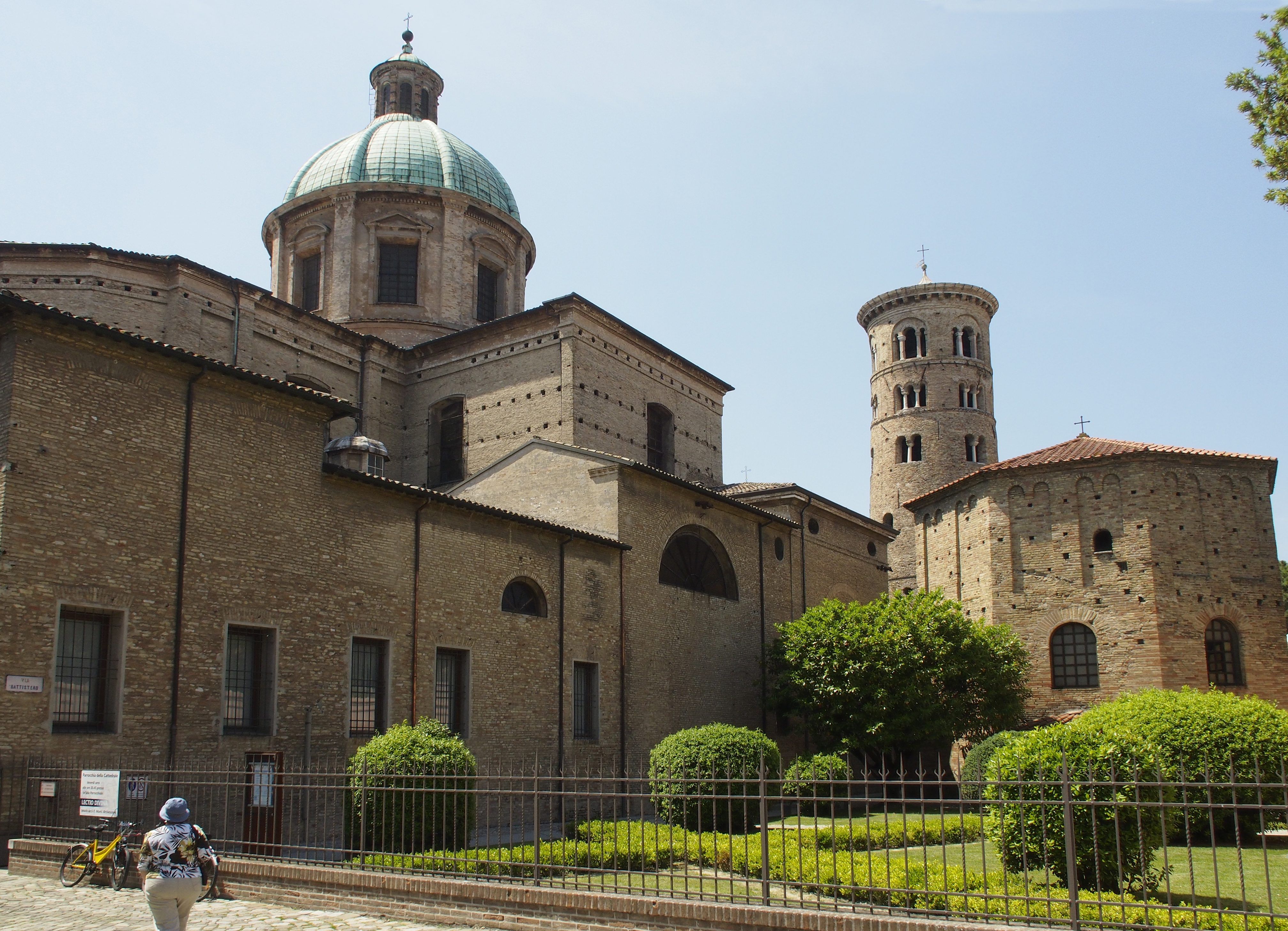
Il battistero Neoniano affiancato sulla sinistra dal Duomo di Ravenna

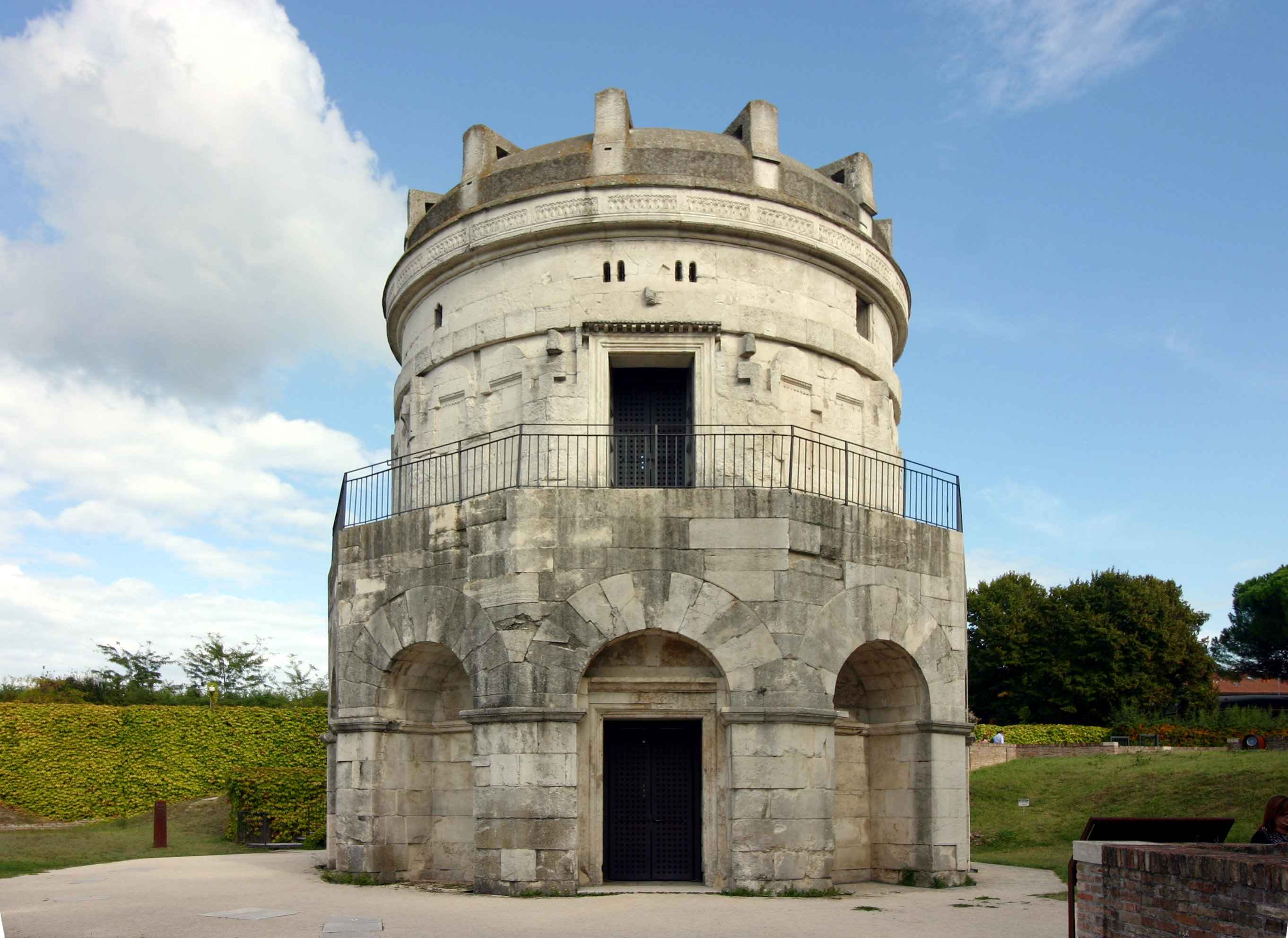
Il mausoleo di Teodorico

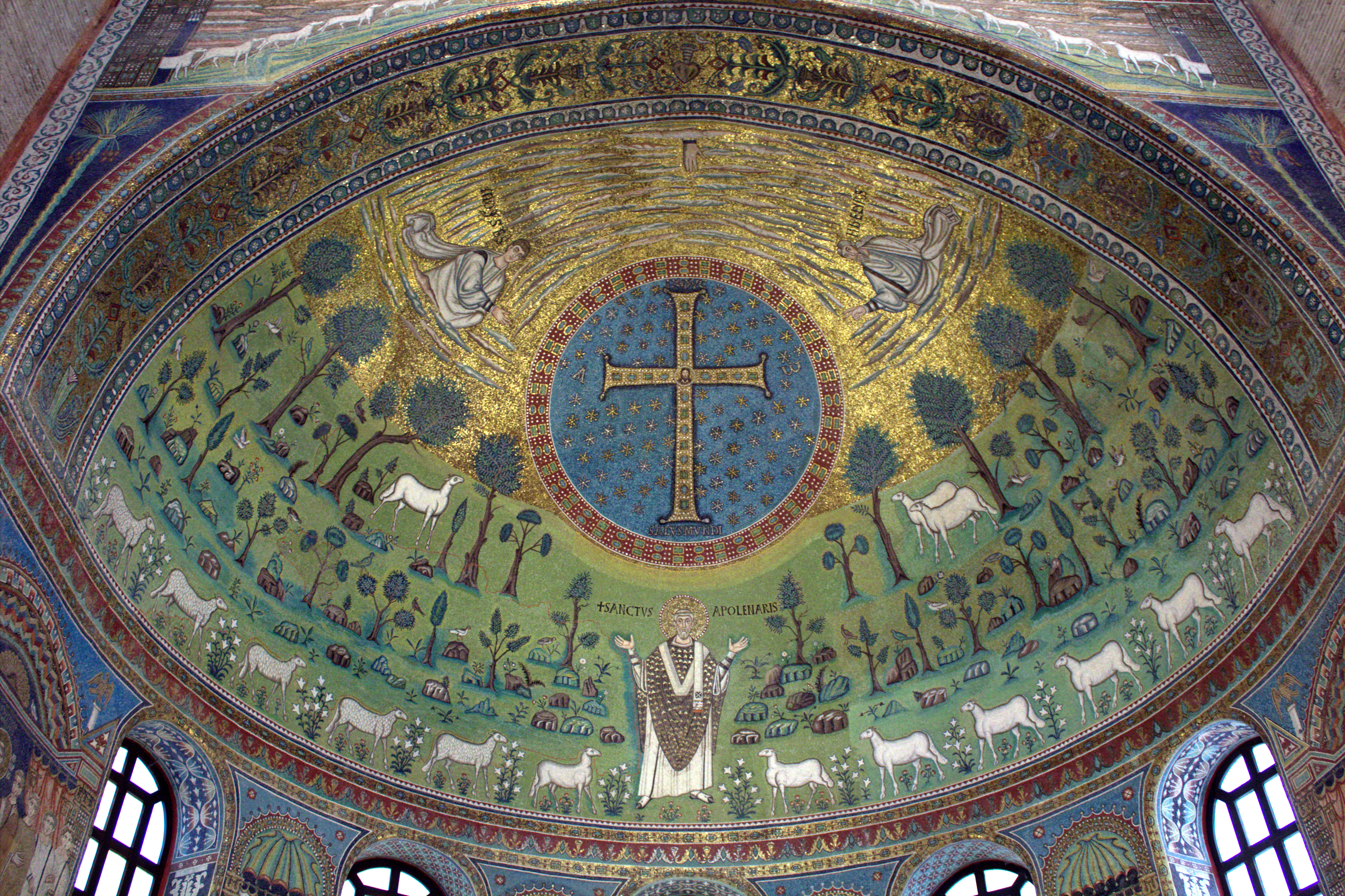
Mosaico absidale della basilica di Sant'Apollinare in Classe

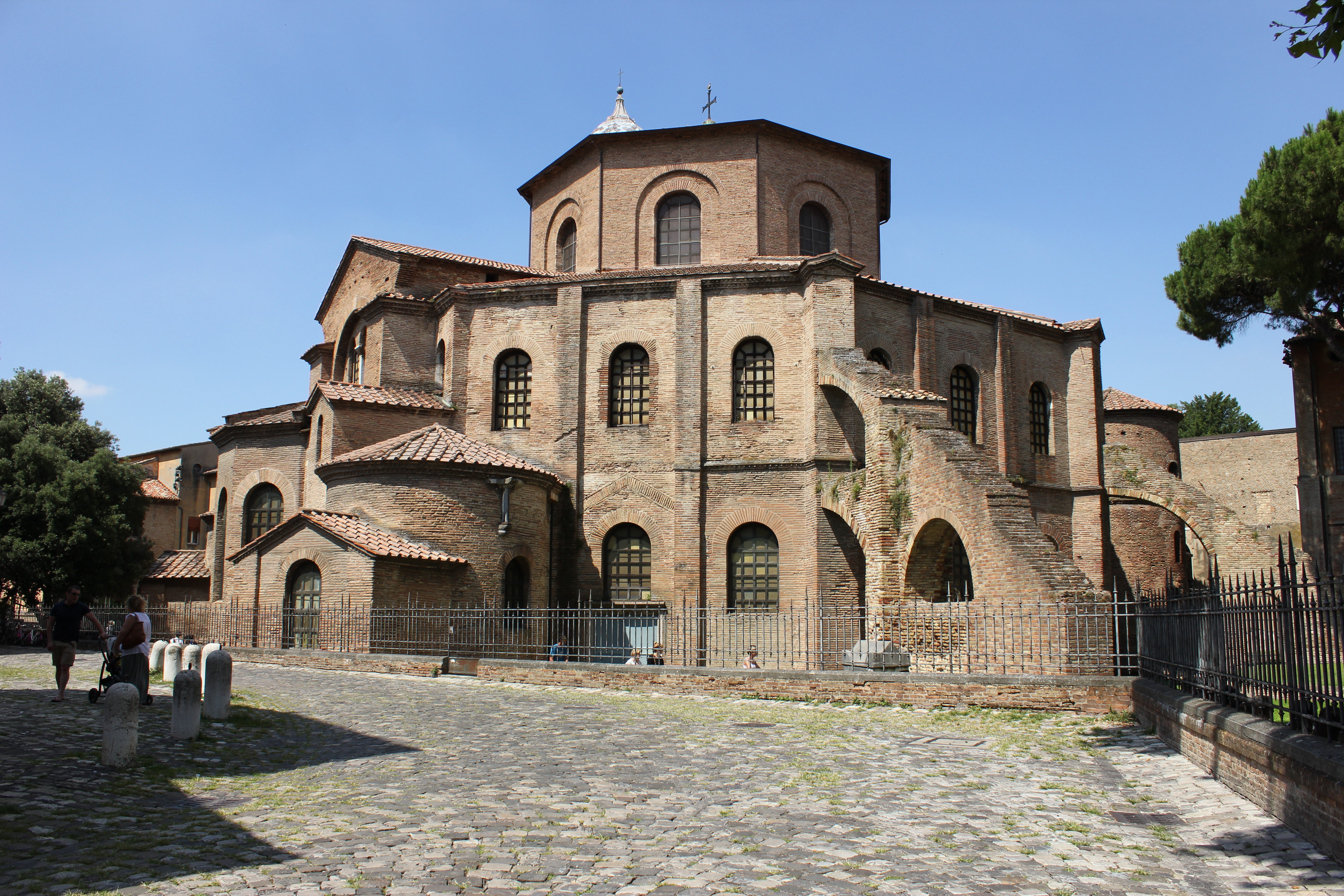
La basilica di San Vitale

La città di Ravenna è conosciuta per la presenza di otto monumenti paleocristiani inseriti nella lista dei patrimoni dell'umanità dal 1996. L'inserimento da parte dell'UNESCO di questi otto monumenti si deve a quattro ragioni: la qualità dei mosaici in essi contenuti (criterio i), la testimonianza che questi offrono dei rapporti artistici e religiosi avvenuti tra il V e il VI secolo tra occidente e oriente (criterio ii), la presenza di mosaici caratterizzati da una miscela di stili propri della tradizione greco-romana e dell'iconografia cristiana (criterio iii) e in quanto costituiscono un compendio di arte e architettura religiosa e funeraria emblematica del VI secolo (criterio iv).
Il più antico di questi monumenti è il mausoleo di Galla Placidia che fu edificato all'inizio del V secolo quando Ravenna era da poco divenuta la capitale dell'Impero romano d'Occidente per volere dell'imperatore Onorio, fratello di Galla Placidia. Seppur di esigue dimensioni al suo interno le pareti e il soffitto sono integralmente coperti da mosaici in cui a predominare è il colore blu, l'edificio si imposta a una pianta a croce latina sormontata da una corretta quadrangolare. Alla stessa epoca del mausoleo risale il battistero Neoniano, o battistero degli ortodossi, un edificio a pianta ottagonale i cui stucchi, marmi e mosaici policromi lo rendono il battistero paleocristiano più sfarzoso e meglio conservato in assoluto.
Con la caduta dell'impero e la nascita del Regno ostrogoto il re Teodorico decise di dare lustro alla capitale facendo costruire un imponente palazzo reale e numerosi edifici di culto sia di credo ortodosso che di credo ariano, la sua religione. Relativamente al culto ariano Teodorico ordinò la costruzione del battistero degli Ariani, i cui mosaici preservano le iconografie tipiche di questa dottrina e la basilica di Sant'Apollinare Nuovo, inizialmente concepita come cappella palatina fu poi rimaneggiata in epoca bizantina quando furono realizzate le ampie superfici mosaicate della navata centrale visibili tuttora. Nonostante la sua fede il re ostrogoto fece costruire sul finire del V secolo la cappella Arcivescovile, anch'essa ricca di mosaici è l'unico monumento ortodosso ad essere stato costruito durante il regno di Teodorico. Coevo a questi tre edifici spicca per la sua particolarità il mausoleo di Teodorico che differisce notevolmente dagli altri in quanto privo di mosaici e costruito in pietra d'Istria anziché in laterizio; questo mausoleo a pianta centrale inoltre costituisce l'unico esempio ad oggi sopravvissuto di un monumento funerario dedicato a un re barbarico del VI secolo.
Nel 553 la vittoria bizantina nella guerra greco-gotica rese Ravenna capitale dell'Esarcato d'Italia, una suddivisione amministrativa dell'Impero bizantino che all'epoca governato dall'imperatore Giustiniano I. In epoca giustiana a Ravenna fu costruita la basilica di San Vitale, un imponente edificio a pianta centrale sfarzoso e riccamente decorato a mosaico in cui vengono combinati gli elementi tipici dell'arte bizantina con quelli propri della tradizione occidentale. Altro edificio di epoca giustiana è la basilica di Sant'Apollinare in Classe, posta nella zona dell'antico porto di Classe è anch'essa ricca di marmi e mosaici e dal punto di vista architettonico è caratterizzata dalla presenza di un peculiare campanile a pianta circolare scandito da finestre bifore e trifore che consentono di alleggerire la struttura ed evitarne il collasso.

#### Chiese ed altri luoghi di culto

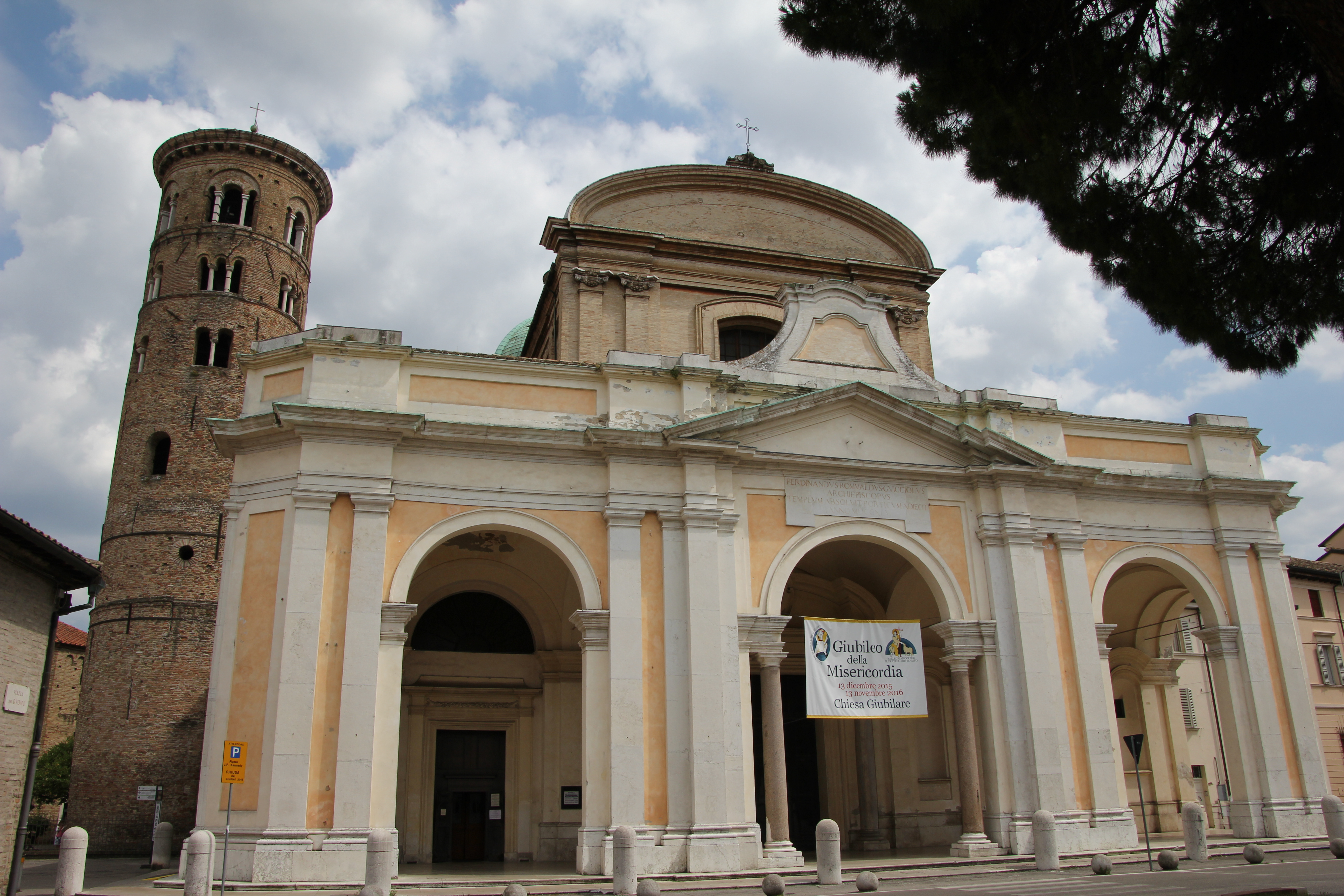
Facciata del Duomo di Ravenna

Il Duomo di Ravenna è il principale luogo di culto cattolico della città e assolve la funzione di chiesa madre dell'arcidiocesi di Ravenna-Cervia. Attiguo al palazzo arcivescovile e al battistero Neoniano il duomo fu eretto per volere del vescovo Orso all'inizio del V secolo, costituito da cinque navate fu più volte rimaneggiato e spogliato delle sue ricchezze nell'arco di tutto il medioevo. Per via dello stato di abbandono il cui versava la basilica nel 1721 l'arcivescovo Girolamo Crispi ne ordinò il suo rifacimento che fu progettato dall'architetto Giovan Francesco Buonamici secondo le forme barocche dell'epoca per poi essere completata nel 1745.

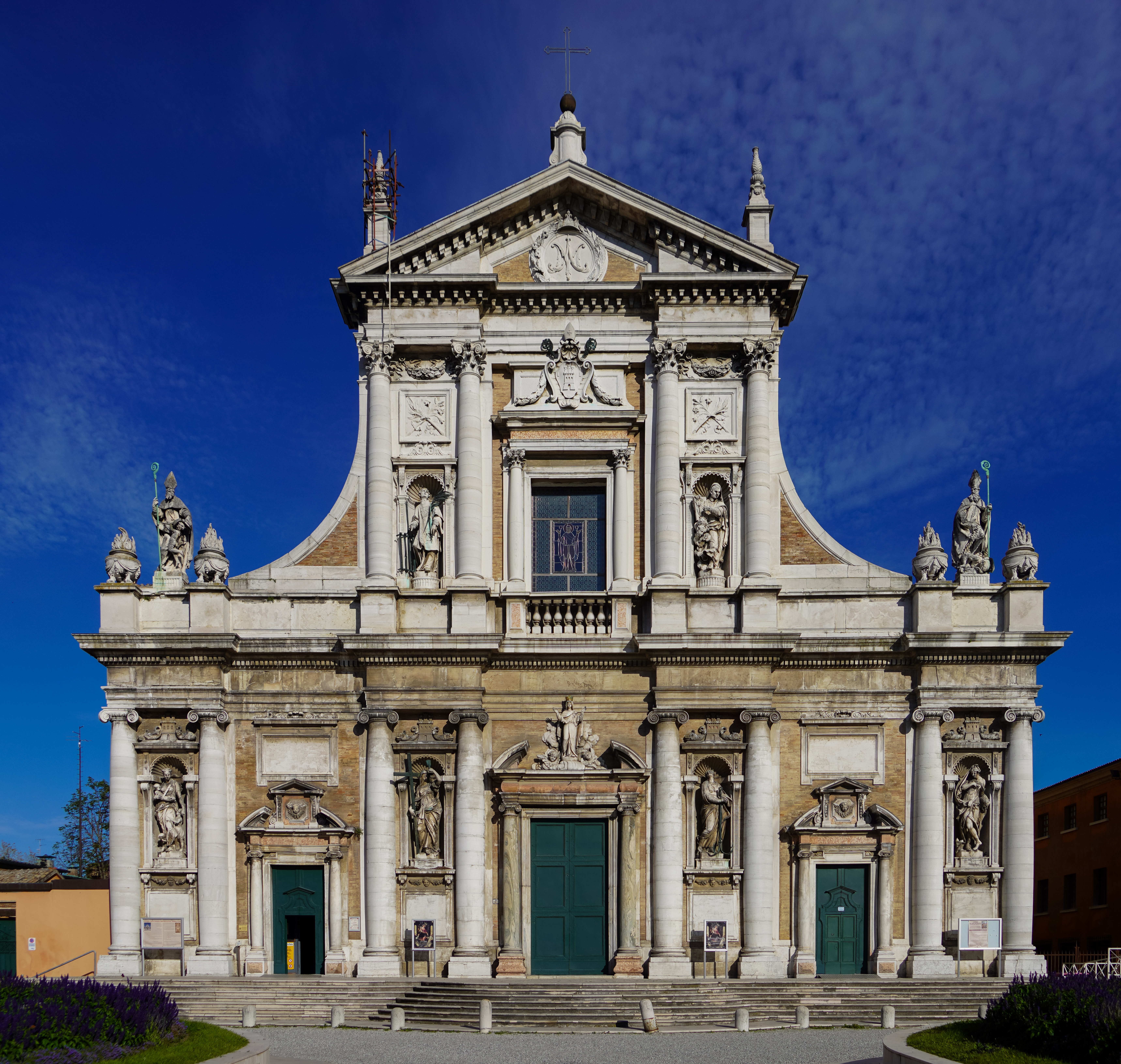
La basilica di Santa Maria in Porto

Il luogo di culto più antico della città è la chiesa di San Giovanni Evangelista, fondata nel 424 dell'epoca paleocristiana conserva solamente i capitelli delle colonne della navata centrale, mentre all'esterno è caratterizzata dalla presenza di un notevole portale marmoreo in stile gotico. Questa chiesa nei primi anni del XX secolo subì un profondo intervento di restauro con lo scopo di riportare la chiesa alla sua forma originaria e che comportò l'eliminazione di tutti gli elementi architettonici di epoca barocca. Nello stesso periodo furono sottoposte a interventi analoghi anche altre chiese di origine paleocristiana tra queste: la basilica di Sant'Agata Maggiore, la chiesa di Santa Maria Maggiore, la chiesa di santa Croce, la basilica di San Francesco, la chiesa di Santa Maria in Porto Fuori e la chiesa dello Spirito Santo attualmente gestita dalla chiesa ortodossa rumena.
Tra il XVI e il XVIII secolo il governo pontificio ordinò la costruzione di numerose chiese in stile barocco, tra queste si segnalano: la basilica di Santa Maria in Porto, la Chiesa dei Santi Giovanni e Paolo, le tre piccole chiese di Sant'Apollinare in Veclo, San Carlino e Santa Maria Maddalena e le chiese settecentesche a pianta centrale di Santa Maria del Suffragio, Sant'Eufemia e Santa Giustina.

### Architetture civili

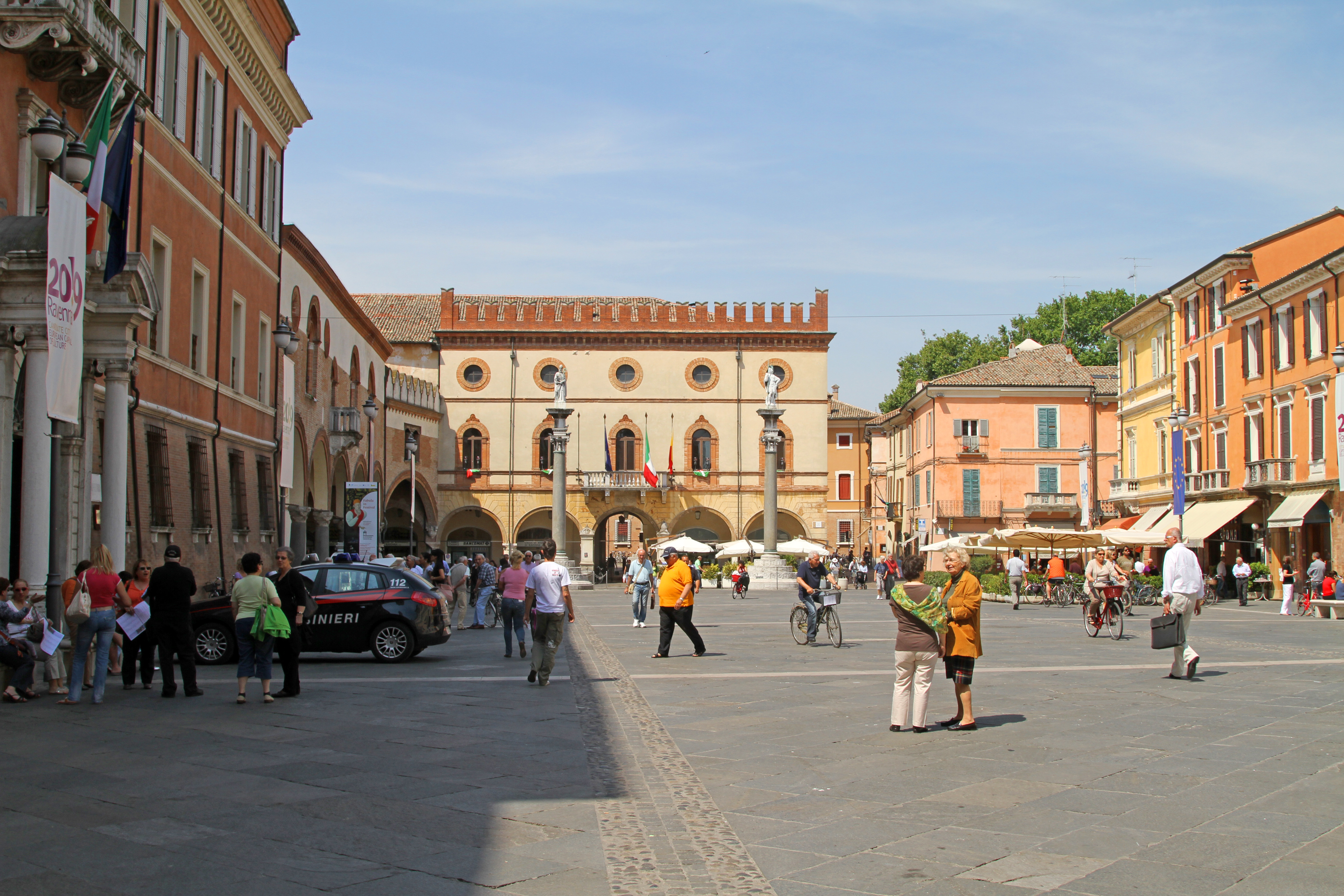
Piazza del popolo

Piazza del PopoloL'origine della piazza va fatta risalire al tardo XIII secolo, quando la famiglia Da Polenta diventò padrona della città e fu creata la piazza del Comune, allargando la strada prospiciente alla residenza signorile di Bernardino da Polenta. Sul lato sud della piazza fu costruito il palazzo del Rettore di Romagna (1295), che nel 1544 divenne palazzo Apostolico, sede del Legato di Romagna. Il palazzo di Bernardino da Polenta fu sostituito nel 1681 dal Palazzo Comunale, conosciuto oggi dai ravennati come "Palazzo Merlato". Sempre in Piazza del Popolo sorge il palazzo ex sede della Banca Nazionale del Lavoro, costruito dall'architetto Camillo Morigia; è collegato al palazzo della prefettura da un voltone (il secondo della piazza) dal quale è possibile scorgere la tomba di Dante, opera dello stesso architetto. Sono degni di nota anche altri edifici civili quali il Palazzo dei Rasponi del Sale, attuale sede della banca UniCredit, di recente ristrutturazione.
Tomba di DanteAttigua al convento di San Francesco, costruita nel 1781 da Camillo Morigia a forma di tempietto, ospita le spoglie del Divin Poeta racchiuse in un sarcofago di epoca romana, arricchito dal 1483 da un bel bassorilievo di Pietro Lombardo con la figura del poeta visto di profilo, illuminato da una lampada che arde perennemente. Intorno al tempietto è stata istituita una Zona Dantesca di rispetto e di silenzio.
Biblioteca ClassenseAntica abbazia camaldolese (1512-1797), il nucleo originario del patrimonio librario viene dalla biblioteca monastica risalente al XVIII secolo. La Classense è oggi tra le più importanti d'Italia per patrimonio e collezioni. Grazie alla bellezza dei suoi spazi il monumento è inserito nei principali percorsi di visita alla città, in special modo per il suo refettorio cinquecentesco, affrescato e finemente decorato da Luca Longhi, e per l'Aula Magna, affrescata da Francesco Mancini.

#### Altri edifici
- Palazzo Rasponi dalle Teste, attuale sede di uffici comunali, in piazza J.F. Kennedy
- Palazzo sede della Provincia di Ravenna, attiguo alla Basilica di San Francesco, dotata un pregiato giardino pensile e il Palazzo Rasponi (dal 1877 Bellenghi) detto Domus Magna della famiglia omonima, oggi sede del Circolo Ravennate e dei Forestieri e dello storico ristorante ed enoteca "Ca' de Vèn", già sede della drogheria Bellenghi
- Casa quattrocentesca un tempo ritenuta di Francesca da Polenta (meglio nota come Francesca da Rimini), bell'esempio di architettura del periodo veneziano (1441-1509), sita in piazza Andrea Costa e attuale sede dell'albergo "Cappello"
- Palazzo Guiccioli, sede del Museo Byron e del Museo del Risorgimento
- Teatro Dante Alighieri, completato nel 1852 con forme neoclassiche che lo avvicinano al Gran Teatro La Fenice di Venezia
- Casa Maioli, anch'essa del periodo veneziano rinascimentale
- Mercato coperto, situato in piazza Andrea Costa, costruito nel 1922.

Nel 2024 sono state abbattute alcune architetture che sono state testimoni dell'industria ravennate tra XIX e XX secolo: le torri Hamon del porto industriale, la fornace Cilea Hoffman (via Romea nord), l'ultima gru di banchina dinanzi alla Darsena e la ciminiera dell’ex Officina del gas (eretta alla metà dell’Ottocento).

### Architetture militari

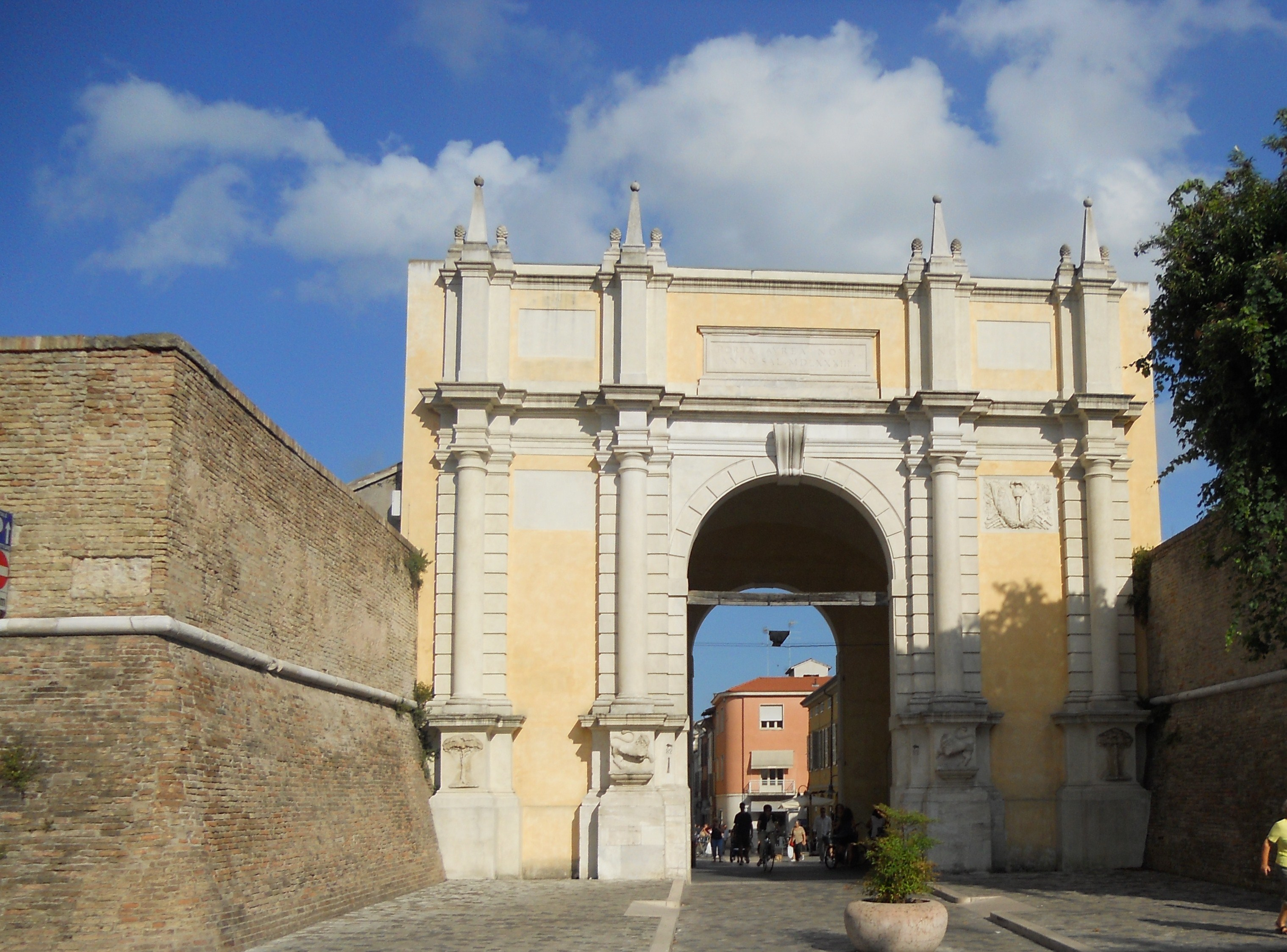
Porta Adriana

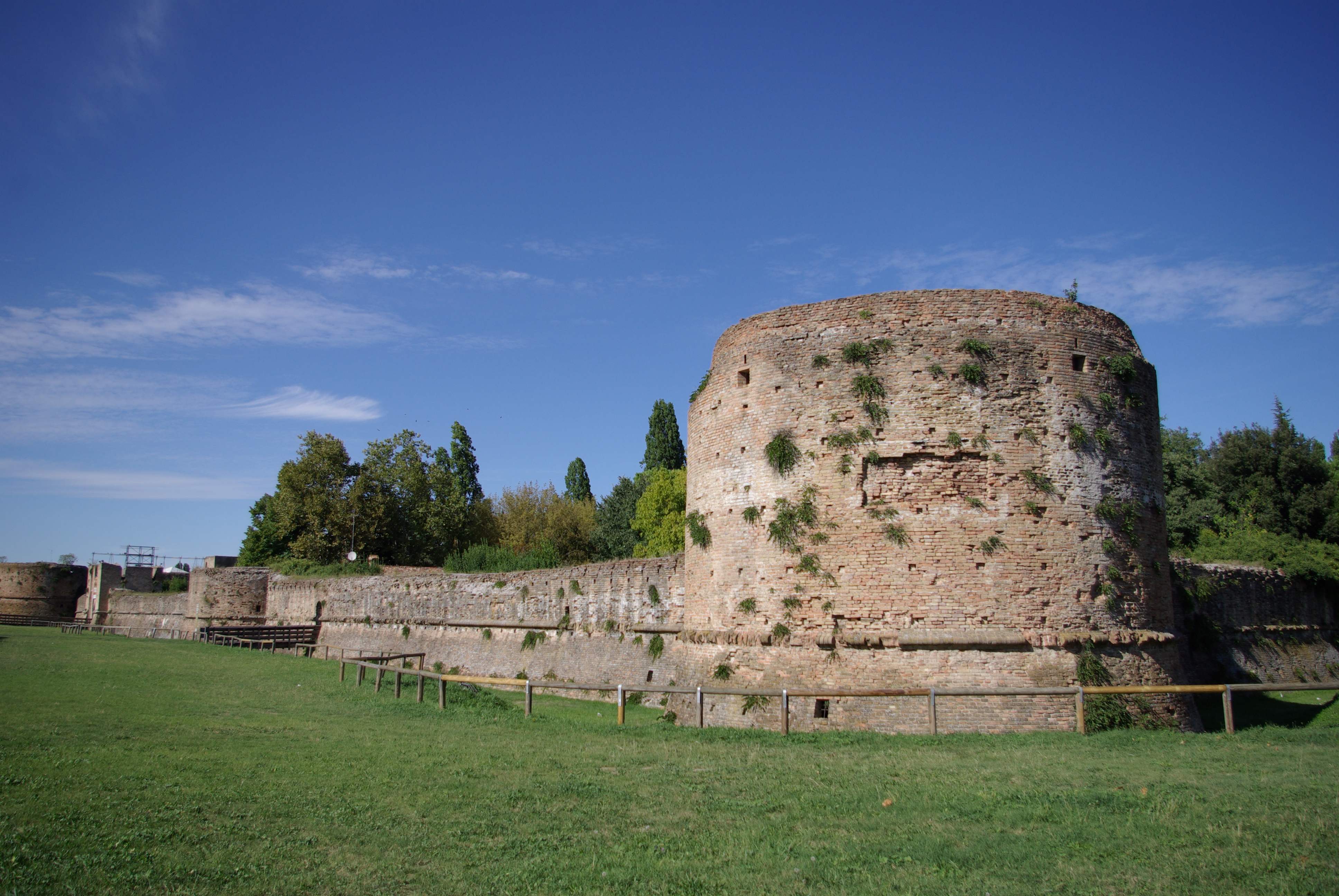
La Rocca Brancaleone

Della cinta muraria rimangono quasi tutte le porte costruite in epoche diverse e i resti di qualche torre. Ricordiamo di queste:
- Porta Adriana, chiamata anche Port'Aurea nuova;
- Port'Aurea, come attestato da fonti documentarie, eretta nell'anno 43 d.C.; fu demolita sul finire del XVI sec.; è stata restaurata nel 2022
- Porta Gaza, o dei Gazzi, prende il nome da una rocca merlata di origine medievale che quivi aveva fondazione;
- Porta Nuova, nota anche come porta Gregoriana o porta Pamphilia;
- Porta San Lorenzo, inglobata in area residenziale presso i Giardini Pubblici;
- Porta San Mamante, detta San Mama, una delle più antiche della città (X-XI sec.), fu pesantemente rimaneggiata nel XVII sec.;
- Porta Serrata, o Anastasia o Cybo;
- Porta Sisi, o Sisina, o Ursicina;
- Porta Vandalaria, della quale se ne scorge l'arcone d'ingresso interrato presso i Giardini Pubblici;
- Porta Nuova dei Veneziani, o anche semplicemente Porta Nuova, risalente alla costruzione della Rocca Brancaleone. Un tempo collegata alla Cittadella, è ora cinta dalla cancellata di un'abitazione privata.
- "Il portonaccio", l'ultima costruita, di fronte a Porta Sisi, eretta dall'architetto Morigia nel 1785 a seguito dell'annessione del Borgo S. Rocco alla città;
- Torrione dei Preti, edificato nel XV sec. presso le Mura di Port'Aurea all'incrocio con il tratto di mura de la Rocca dei Gazzi;
- Torrione Zancano, edificato nel XV sec. presso le mura di Port'Aurea, ora basamento della chiesa di Santa Maria del Torrione;
- Torrione Veneziano delle Mura di San Vitale, in stato di rovina presso il cortile d'una casa d'abitazione;
- Torre Sallustra (o Sallusta), d'origine Romana, la si crede parte di un'antica Porta del nucleo più antico della città. È ora inglobata nel complesso del Palazzo Arcivescovile;

Resti della cinta muraria sono visibili partendo da Porta Gaza; proseguendo verso Port'Aurea si può arrivare fino alla chiesa di Santa Maria del Torrione, edificata nel 1730 sui resti dell'antica Torre Zancana. Proseguendo lungo le mura è possibile seguire l'antico percorso dietro la zona in cui sorgeva lo stabilimento Callegari & Ghigi
(nel 2009 è stata ultimata la riconversione della struttura in appartamenti e uffici nonché la demolizione di una parte per fare posto a un parcheggio) che continua fino a via Oberdan.
La cinta muraria riprende a Porta Adriana e prosegue dietro alla basilica di San Vitale per qualche decina di metri per poi interrompersi. Altri resti sono ancora visibili più avanti percorrendo via Sabbionara fino al piazzale di Torre Umbratica, dove le mura si ricongiungono a Porta Serrata. Del tratto tra Porta Serrata e la Rocca Brancaleone rimane solo qualche pietra, visibile lungo via Rocca Brancaleone. Ben 535 metri furono sacrificati in occasione della costruzione della stazione ferroviaria, nel 1863. Saltando la stazione FS, i resti visibili rimangono sul tratto lungo la linea ferroviaria che conduce a Rimini seguendo il viale dei giardini che giunge fino a Porta Nuova.
Infine, partendo da Porta Sisi, rimane qualche resto verso Porta Nuova, mentre tra Porta Sisi, Porta San Mamante e Porta Gaza non si trovano più resti visibili.
La Rocca Brancaleone fu costruita dalla Repubblica di Venezia nel 1457. Originariamente faceva parte delle mura della città; oggi è un parco pubblico. È divisa in due parti: il castello vero e proprio e la cittadella, per un'estensione totale di 14000 m².

### Siti archeologici

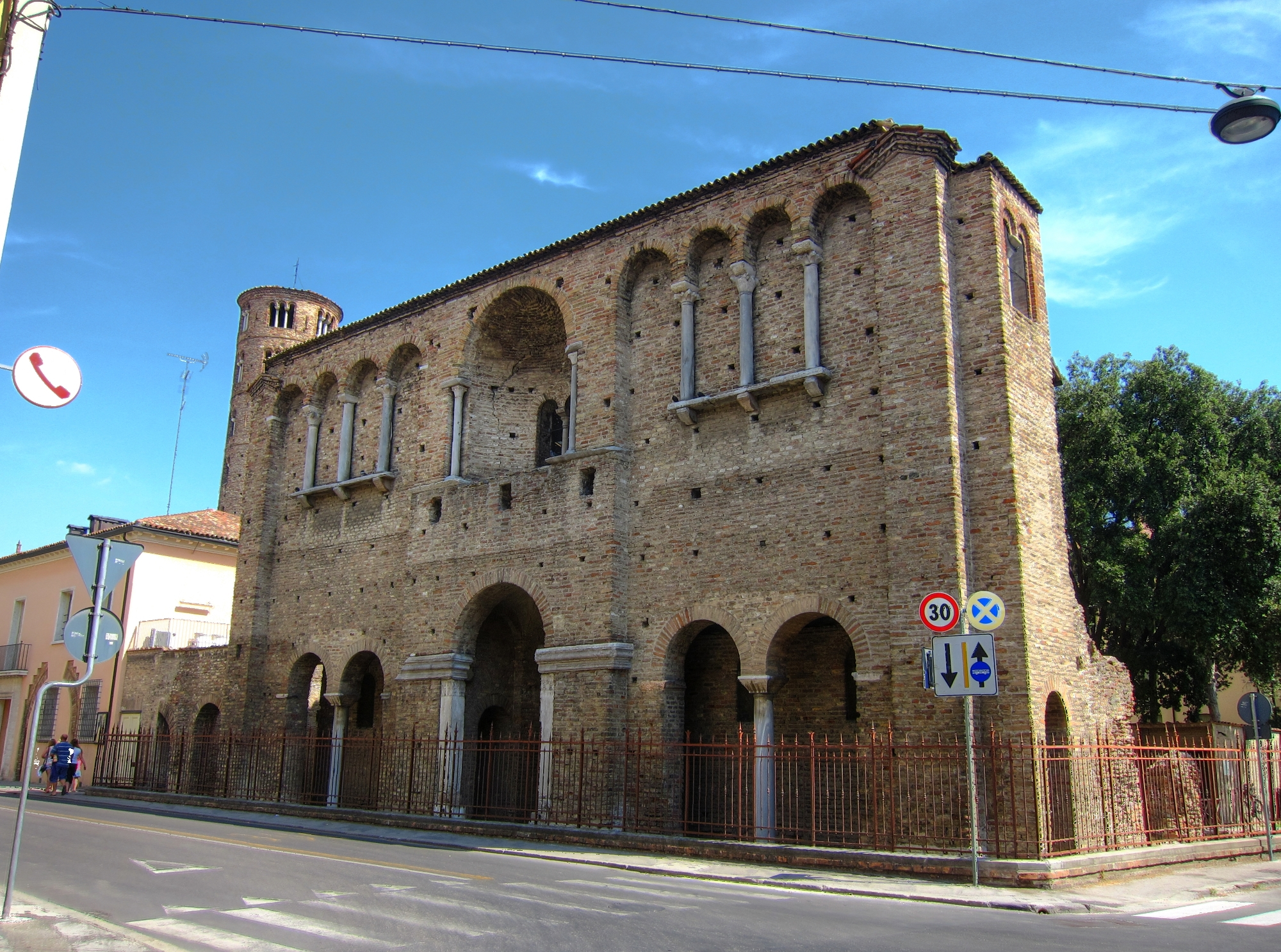
Il "palazzo di Teodorico"

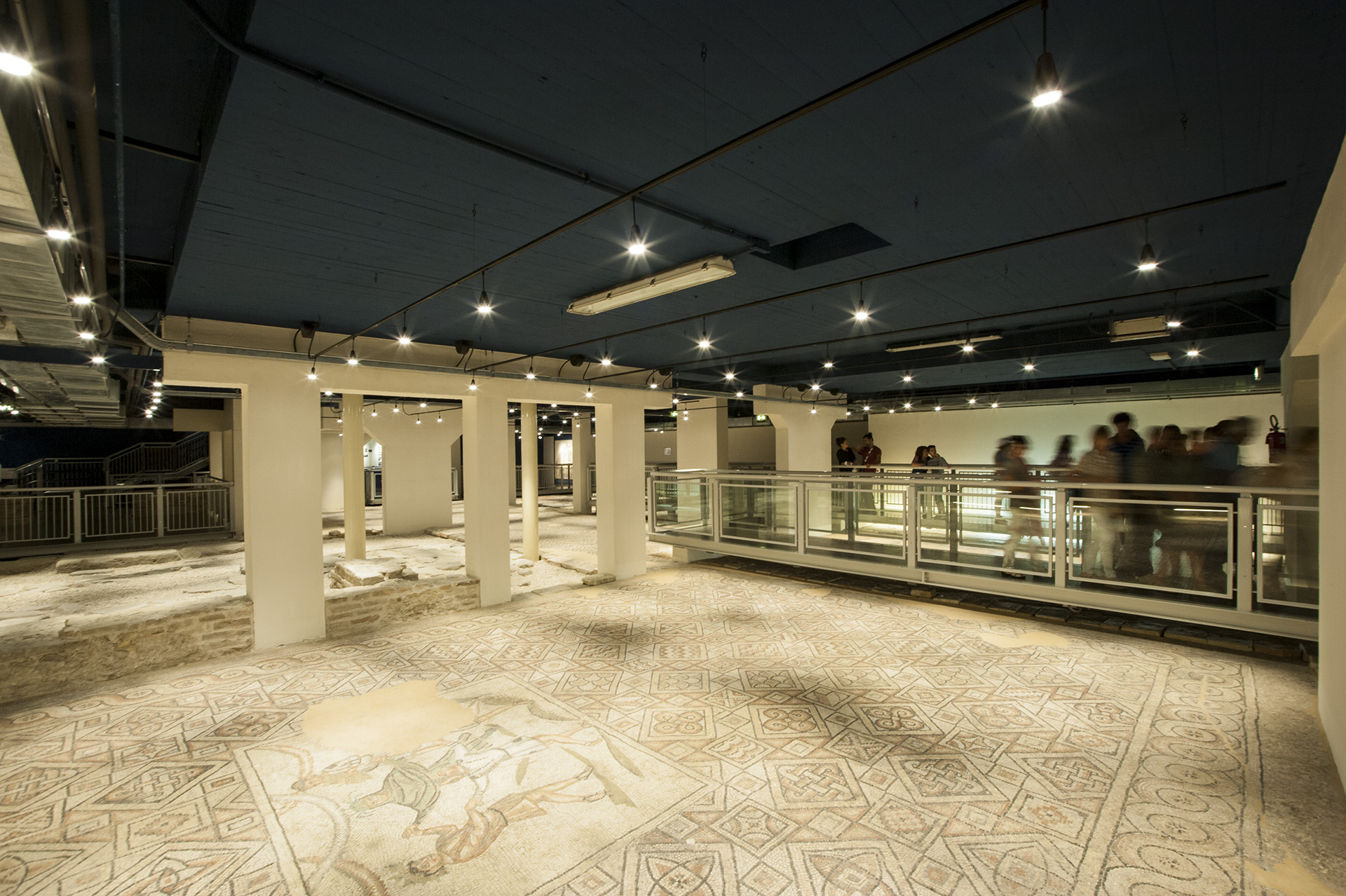
La domus dei tappeti di pietra

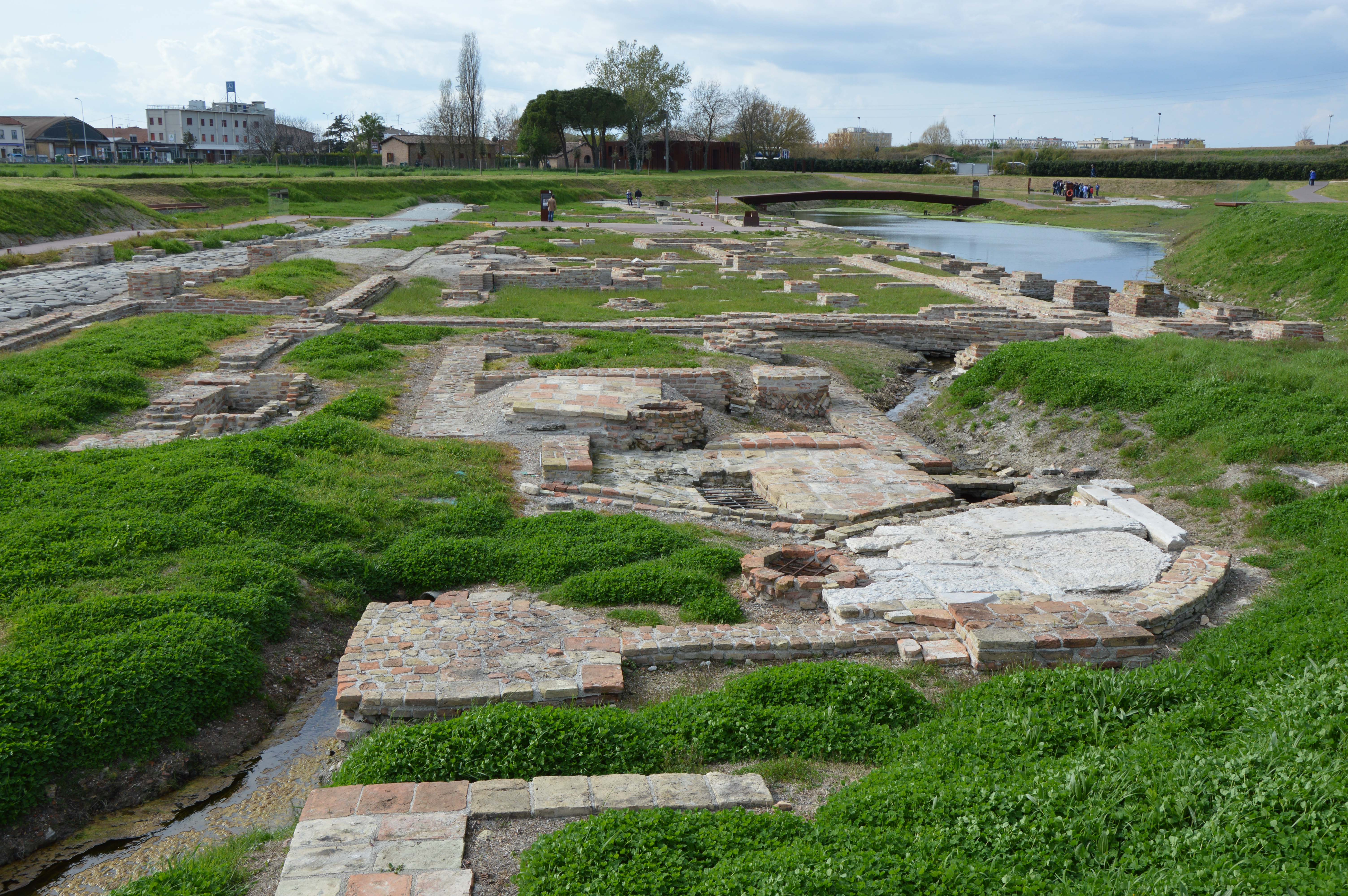
Il porto di Classe

Tra il V e l'VIII secolo Ravenna fu tre volte capitale ed è proprio a questo periodo che risale il più antico e importante sito archeologico di Ravenna, il cosiddetto "palazzo di Teodorico". Si tratta di un antico complesso palatino costruito in epoca romana e utilizzato poi anche dal re ostrogoto Teodorico il Grande e dagli esarchi bizantini. La parte attualmente visibile dell'antico palazzo fu costruita tra il VII o VIII secolo dal governo bizantino probabilmente con la funzione di corpo di guardia per poi essere utilizzata già dal IX secolo come nartece della chiesa, oggi scomparsa, di San Salvatore ad calchi; attualmente conserva i resti marmorei e musivi dell'antico palazzo.
Oltre al complesso palatino a Ravenna sono state scoperte anche le tracce di alcune ville romane e bizantine, la più famosa e meglio conservata delle quali è la Domus dei tappeti di pietra. Rinvenuta nel 1993 e collocata in un vasto ambiente sotterraneo situato a circa tre metri sotto il livello della chiesa settecentesca di Santa Eufemia, è costituita da quattordici ambienti pavimentati con mosaici policromi e marmi appartenenti ad un edificio privato bizantino risalente al VI secolo. Nei pressi del duomo inoltre si trova il cosiddetto Muro di Droctulf, un muro appartenuto all'antico palazzo arcivescovile fatto costruire da Teodorico sul finire del V secolo.
L'importanza strategica di Ravenna in poca romano-bizantina era dovuta principalmente alla presenza del porto di Classe, i cui resti sono attualmente inclusi nel parco Archeologico di Classe in un'area che si estende per 15000 m². Il sito archeologico corrisponde all'area portuale dell'antica città di Classe e comprende una serie di magazzini edificati lungo le banchine di un canale prospicienti a una strada lastricata in trachite euganea. Il complesso, probabilmente costruito agli inizi del V secolo, fu realizzato in seguito alla scelta di Onorio di trasferire nel 402 la capitale dell'Impero romano d'Occidente da Milano a Ravenna. Fu pertanto necessario realizzare un'infrastruttura in grado di ricevere, conservare e redistribuire il grande quantitativo di merci e derrate alimentari che giungevano nella nuova città capitale.

### Aree naturali

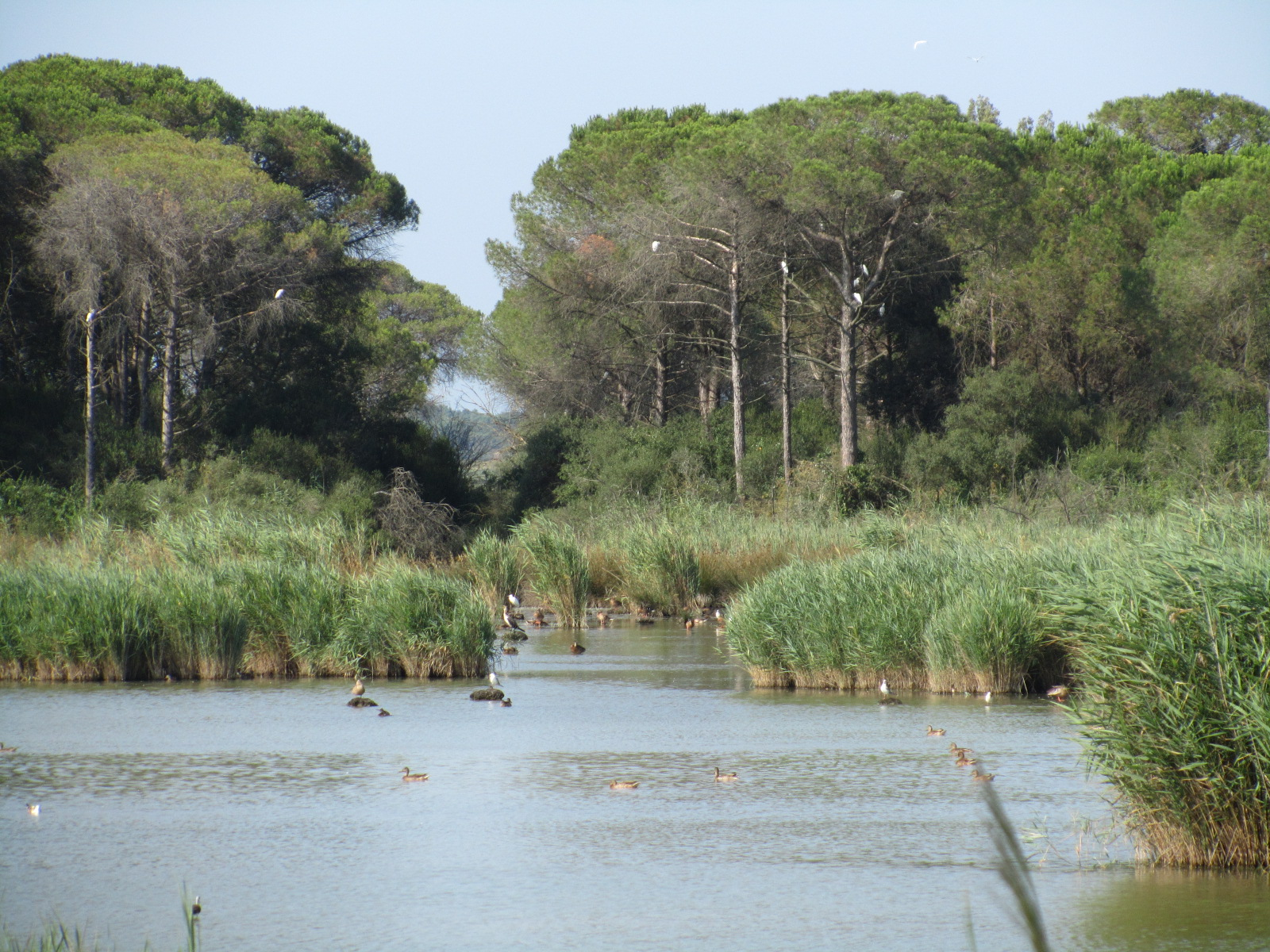
La pineta di Classe

Il territorio del comune di Ravenna ospita una porzione rilevante del Parco regionale del Delta del Po dell'Emilia-Romagna e le aree naturali che lo caratterizzano sono costituite principalmente da ambienti palustri e lagunari di interesse internazionale ai sensi della Convenzione di Ramsar in cui convive una grande biodiversità dell'avifauna. Nella zona a nord della città si trova la parte meridionale delle Valli di Comacchio, la riserva naturale Sacca di Bellocchio, le aree umide di Punte Alberete, il fiume Reno, la Valle Mandriole o Valle della Canna, la Pineta di San Vitale e la Pialassa della Baiona, mentre a sud si trovano la Pineta di Classe, in cui è contenuta l'area verde attrezzata del parco 1º maggio, e le zone umide di Ortazzo, Ortazzino, Foce del Torrente Bevano.
Inoltre in città si trovano diversi parchi, i più importanti sono i giardini pubblici di Ravenna, estesi per circa 37500 m² sono stati fino agli anni trenta la sede dell'ippodromo e del velodromo cittadino e attualmente ospitano il planetario. Altri due parchi di rilievo sono parco Baronio e il parco Teodorico, la cui superficie è di circa 140000 m² e al suo interno contiene il Mausoleo di Teodorico.

## Società

### Evoluzione demografica
Abitanti censiti

### Etnie e minoranze straniere
Al 31 dicembre 2023 gli stranieri residenti nel comune erano 17 777, ovvero l'11,37% della popolazione. Di seguito sono riportati i gruppi più consistenti:
- Romania 4 073
- Albania 2 382
- Nigeria 1 103
- Ucraina 1 010
- Senegal 950
- Macedonia del Nord  763
- Moldavia 540
- Polonia 499
- Tunisia 488
- Bangladesh 486

### Religione

#### Cristianesimo
Ravenna è uno dei centri di più antica diffusione del cristianesimo in Italia. Il più antico reperto che testimonia la presenza del credo cristiano è una stele funeraria ritrovata a Classe e risalente alla fine del II secolo. A Classe, l'antico porto di Ravenna, era di stanza una flotta dell'esercito romano (la Classis Ravennatis) che aveva il compito di sorvegliare tutta la parte orientale del mar Mediterraneo. Probabilmente i primi cristiani del ravennate furono militari della flotta, reclutati nei paesi di prima cristianizzazione, cioè nel Vicino Oriente. La sede episcopale ravennate ricevette il titolo di arcidiocesi nel VI secolo e fu la sola con questo titolo nell'attuale regione Emilia-Romagna per mille anni (1582, elevazione al rango arciepiscopale di Bologna).
Negli anni dopo il 1989, con lo sviluppo delle comunità ortodosse e greco-cattoliche si sono diffusi i rispettivi culti. Le comunità ravennati si riuniscono nelle seguenti chiese:
- Chiesa ortodossa rumena in Italia

basilica di Santo Spirito (piazzetta degli Ariani);
chiesa di San Carlino (Via Tombesi dall'Ova). Quest'ultima è anche la chiesa di riferimento della comunità moldava.
- Chiesa ortodossa russa e ucraina

chiesa della Protezione della Madre di Dio (via Candiano). La cosa più appariscente per chi arriva dalla darsena è la cupola dorata fatta arrivare direttamente dal monastero di Pochaev in Ucraina e la tettoia dorata all'ingresso (oltre ai vari oggetti iconografici al suo interno).
- Chiesa greco-cattolica rumena

chiesa di Santa Giustina (piazza del Duomo)
- Chiesa greco-cattolica ucraina

chiesa dei Santi Giovanni e Paolo ("Chiesa degli Angeli custodi").

#### Islam
La moschea di Ravenna è la seconda per grandezza dopo quella di Roma ed è tra le cinque in Italia che si possono definire tali perché provviste degli elementi architettonici caratteristici: cupola e minareti.

## Cultura
Nel 1819 Lord Byron vi si stabilì e qui scrisse tre canti del Don Giovanni ed altre opere: Marino Faliero, Sardanapalus, The Two Foscari, Cain: a Mistery e The Prophecy of Dante. Dal 2024 Palazzo Guiccioli è sede dell'International Association of Byron Societies, associazione che promuove la diffusione della cultura byroniana in tutto il mondo.
Nel 1877 la città fu visitata dall'irlandese Oscar Wilde, che l'anno successivo le dedicò una poesia dal titolo Ravenna. Nel 1903 il pittore austriaco Gustav Klimt, che malvolentieri si spostava dalla sua Vienna, si recò due volte a Ravenna, dove ammirò lo sfarzo dei mosaici bizantini. L'oro musivo ravennate lo ispirò nella decorazione della sala da pranzo di Palazzo Stoclet, residenza dell'industriale Adolphe Stoclet, collezionista e mecenate.
Ravenna fin dal 2007 ha annunciato l'intenzione di candidarsi al titolo di "Capitale europea della cultura 2019", per il quale il bando ufficiale è stato pubblicato il 20 novembre 2012, con scadenza il 20 settembre 2013. Ravenna è stata poi selezionata dalla Giuria internazionale per la fase finale, insieme con altre 5 città, sulle 21 inizialmente iscritte. La vincitrice è risultata Matera.
A Ravenna è stato ufficialmente riconosciuto il titolo di Città europea dello sport 2016 (ad assegnare questa prestigiosa qualifica è stata Aces Europe, Federation for the Associations of the European Capitals and Cities of Sport, un organismo europeo che mira a promuovere i valori olimpici universali a livello municipale e che ogni anno seleziona le città più meritevoli)
In città sono inoltre attive alcune associazioni culturali locali, quali RavennaPoesia.

### Biblioteche

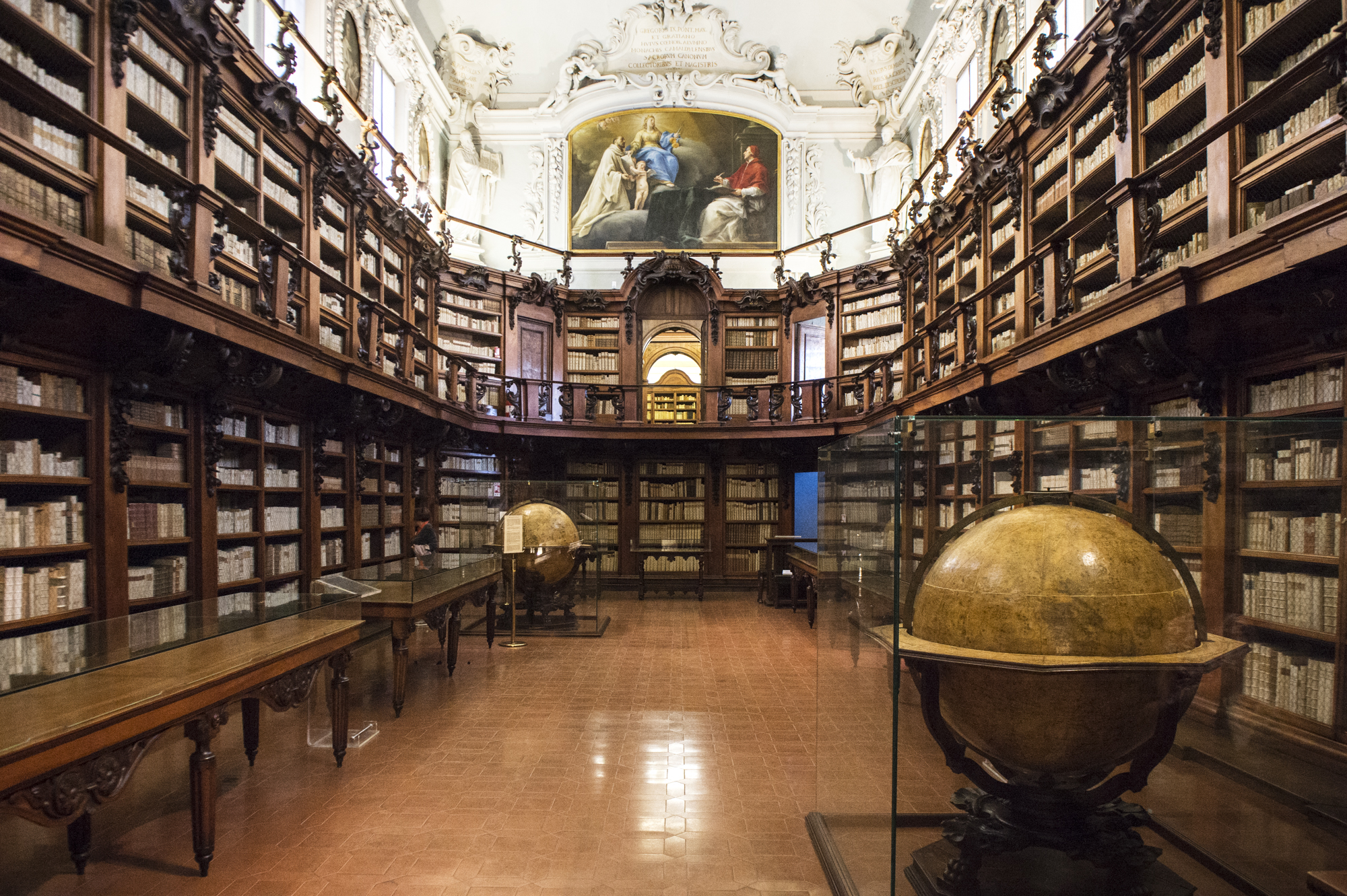
Aula magna della biblioteca Classense

Le principali biblioteche cittadine sono:
- Biblioteca Classense
- Emeroteca
- Biblioteca centrale del Campus di Ravenna - Palazzo Corradini
- Biblioteca di storia contemporanea "Alfredo Oriani"
- Biblioteca del seminario arcivescovile
- Biblioteca del Centro dantesco dei Frati minori conventuali

### Università

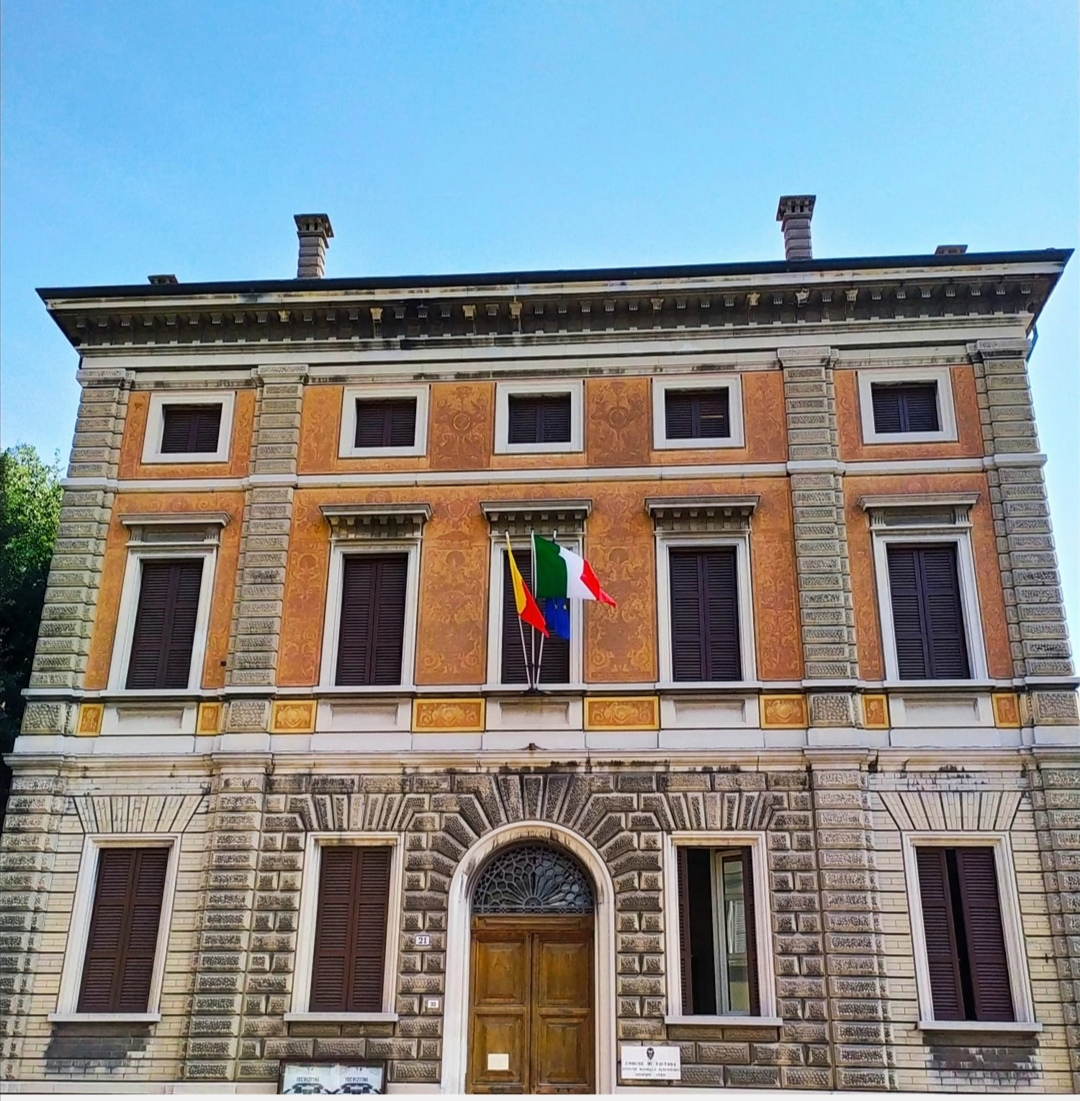
L'Istituto superiore di studi musicali Giuseppe Verdi

Istituti superiori di alta formazione
- Istituto superiore di studi musicali "Giuseppe Verdi", fondato nel 1826;
- Accademia di belle arti di Ravenna: inaugurata nel 1829, è l'unica in Italia che, nell'ambito dell'alta istruzione artistica, offre un triennio di arti visive-mosaico (diploma accademico di primo livello) dedicato a numerose arti visive insieme al mosaico, e un biennio specialistico di mosaico (diploma accademico di secondo livello). La storica Scuola del mosaico fu aperta il 28 aprile 1924 ed è stata la prima scuola pubblica del settore del XX secolo.

L'Università di Bologna ha una sede dal 1963, quando Giuseppe Bovini fondò l'Istituto di Antichità ravennati e bizantine presso la sede di Casa Traversari. Fu il primo Istituto dell'Ateneo operante in Romagna (XII Istituto della Facoltà di Lettere e Filosofia). Nel 1986 l'Ateneo bolognese aprì a Ravenna una segreteria decentrata: fu la prima nella storia dell'Università di Bologna. Nel 1988 iniziò l'attività didattica con l'attivazione della Scuola diretta a fini speciali per Archivisti mentre nel 1989 fu attivato il primo anno del Corso di laurea in Scienze Ambientali presso l'aula magna di Casa Matha.
Al 2017 Ravenna è una delle cinque sedi in cui si articola l'organizzazione multicampus dell'Università di Bologna. Nell'anno accademico 2017-2018 sono programmati 16 Corsi di laurea.

### Istituti superiori
- Liceo classico Dante Alighieri
- Istituto tecnico commerciale G. Ginanni
- Liceo scientifico Alfredo Oriani
- Istituto tecnico industriale statale Nullo Baldini
- Liceo artistico statale Nervi-Severini
- Istituto tecnico geometri e agrario "Morigia-Perdisa"
- Istituto professionale statale "Olivetti-Callegari"

### Musei
- Museo arcivescovile di Ravenna (riaperto nel 2010 dopo otto anni di lavori)
- Museo nazionale di Ravenna
- Museo d'arte della città di Ravenna (MAR)
  - Pinacoteca civica comunale di Ravenna
  - Collezione Mosaici Moderni
- Museo del Risorgimento (presso Palazzo Guiccioli)
- Museo Byron (presso Palazzo Guiccioli)[74]
- Museo dantesco del Comune di Ravenna
- Centro dantesco dei Frati minori conventuali
- Tutta l'avventura del mosaico (TAMO)
- Museo Classis Ravenna - Museo della Città e del Territorio
- Museo La casa delle marionette
- Museo nazionale delle attività subacquee[75]
- Museo delle scienze naturali[76]
- Museo delle bambole[77]
- Planetario[78]
- Collezione Vespa[79]

### Istituti di divulgazione scientifica
Nel 1985, è stato inaugurato un planetario all'interno dei giardini pubblici cittadini. È ubicato in un edificio sovrastato da una cupola di 8 metri di diametro, in grado di ospitare un massimo di 56 spettatori.

### Teatro

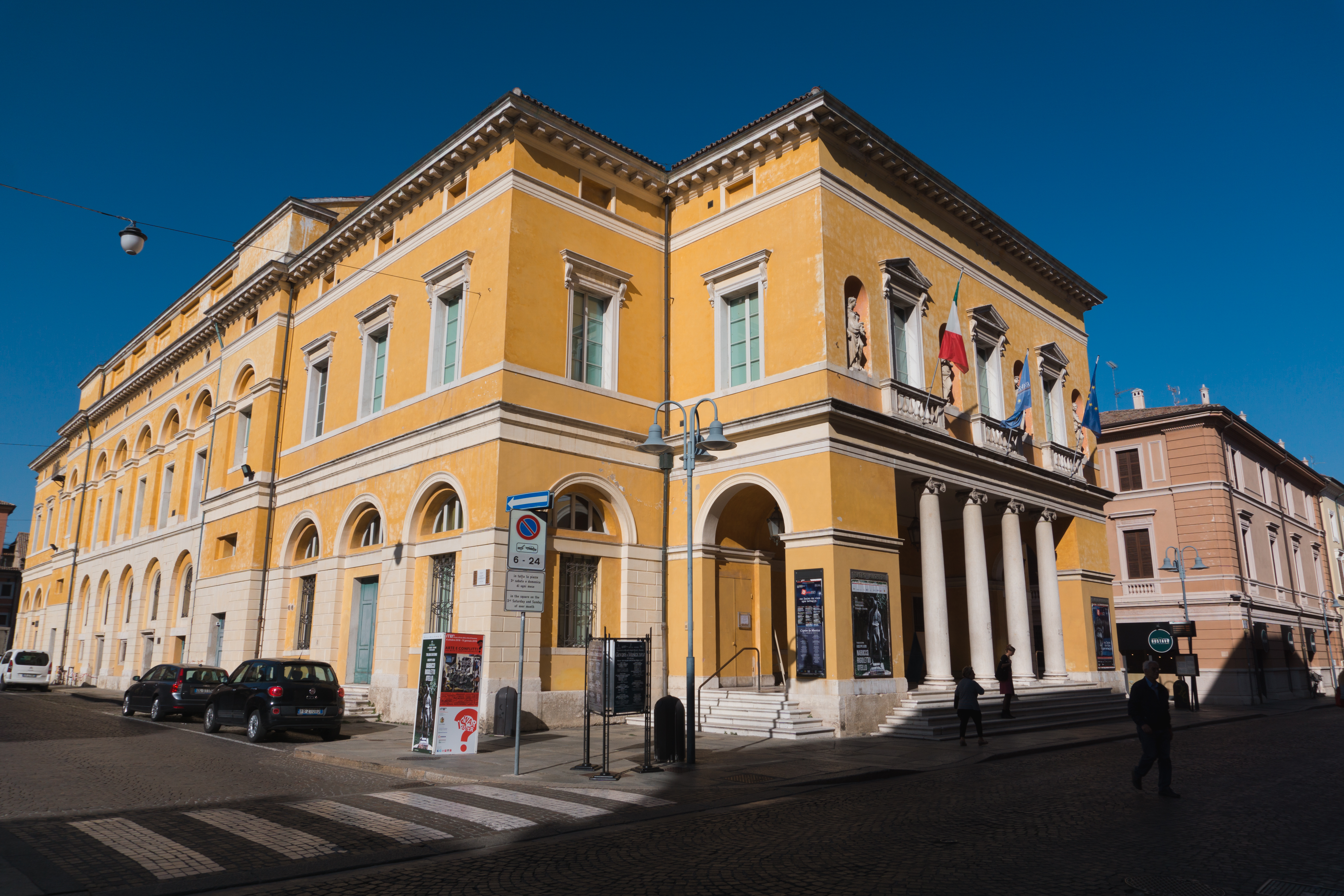
Le forme neoclassiche del Teatro Alighieri.

A Ravenna si contano diversi teatri. I principali sono:
- Teatro Alighieri
- Teatro Rasi

Numerose sono anche le compagnie teatrali, tra cui il Teatro delle Albe, diretto da Marco Martinelli e Ermanna Montanari.

### Cinema
A Ravenna è stato girato il film vincitore del Leone d'oro nel 1964, Deserto rosso.
Inoltre, a Ravenna nel 1956 furono girati gli esterni del film Moglie e buoi in piazza del Popolo, in via Diaz, e nella piazza del Mercato. Altre scene sono ambientate a Classe e nella Valle dei Piomboni.
Nel 1970 gli esterni della scuola elementare Giovanni Pascoli fornirono l'ambientazione di varie scene di La ragazza di latta di Marcello Aliprandi.
Nel 1991 Roberto Benigni scelse le vie del centro storico per girare alcuni momenti di Johnny Stecchino.
Nel 2005 Ravenna fu il set di Provincia meccanica di Stefano Mordini, con Stefano Accorsi.
Nel 2016 Marco Martinelli ha girato all'interno del teatro Rasi e nell'oasi di Punte Alberete Vita agli arresti di Aung San Suu Kyi, con Ermanna Montanari, Sonia Bergamasco, Elio De Capitani e Roberto Magnani, e nel 2021 "Ulisse XXVI" sul canto dell'Inferno dantesco, ambientato nei sotterranei della Chiesa di Santa Maria in Porto e recitato da Ermanna Montanari.
Nel settembre 2020 il regista Stefano Salvati diresse in città il cantante Marco Masini per le riprese del videoclip di La parte chiara, singolo discografico.

### Media
Stampa
Dal 5 settembre 1950 il Resto del Carlino ha una redazione in città.
Radio
Ravenna è sede di diverse emittenti radiofoniche. Tra le più longeve, Radio Sonora.

### Cucina
Ravenna ha un biscotto tradizionale: le caterine. Prendono il nome da Santa Caterina d'Alessandria. Viene preparato nei giorni precedenti la festa della santa, che cade il 25 novembre. Sono fatti di pasta frolla ed hanno hanno la forma di bambolina (Bambuzèna) o di gallo (E' galèt in romagnolo). Sono ricoperti di cioccolato e decorati con zuccherini e glassa. L'usanza è strettamente legata alla città dentro la cinta urbana.

Il poeta romagnolo Aldo Spallicci nel 1922 ricorda così i biscotti in una poesia: 

### Manifestazioni culturali
- Ravenna Festival, festival culturale incentrato su danza, musica e opera lirica.
- Ravenna Jazz, festival jazz che si tiene ininterrottamente dal 1973;
- Nightmare Film Fest, rassegna cinematografica dedicata al cinema horror;
- Ottobre Giapponese, festival culturale e rassegna cinematografica dedicata al cinema giapponese;
- Komikazen (2005 - 2016), Festival internazionale del fumetto di realtà
- Mosaico d'Europa Film Fest, rassegna cinematografica dedicata al cinema europeo
- Ravenna viso in aria, rassegna di teatro contemporaneo a cura di Ravenna Teatro-Teatro delle Albe, Cooperativa E, CISIM|LODC.
- Spiagge Soul, è il Festival diffuso di musica soul che dal 2009 anima le estati dei Lidi ravennati ospitando grandi artisti di fama internazionale.
- Around The Rock, dal 1990, festival per gruppi musicali emergenti.
- Cantiere Dante, messa in scena della Divina Commedia diretta da Marco Martinelli ed Ermanna Montanari con la partecipazione di migliaia di cittadini ravennati.
- Under Fest, dal 2003, Festival di Rap organizzato da CISIM|LODC.

## Geografia antropica

### Frazioni

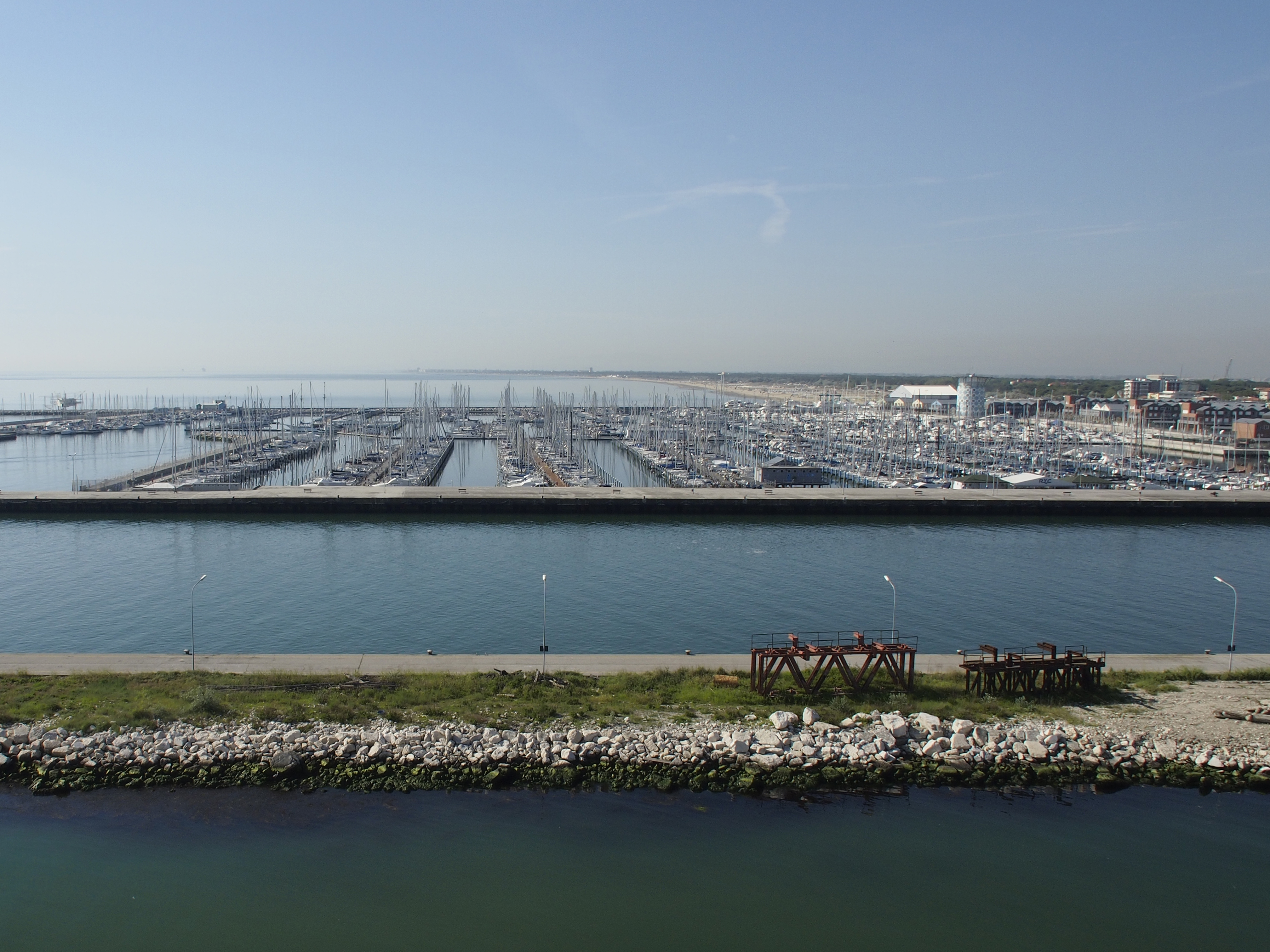
Il porto turistico di Marina di Ravenna

Le frazioni più popolose sono (dati del 2011): Lido Adriano (6 497 abitanti), Mezzano (3 951) e Marina di Ravenna 3 715.
Ecco l'elenco completo:
Ammonite, Bastia, Borgo Montone, Borgo Faina, Borgo Masotti, Borgo Papale, Borgo Sisa, Ca'di Guardia, Camerlona, Campiano, Carraie, Casal Borsetti, Casemurate, Caserma, Castellaccio, Castiglione di Ravenna, Cilla di Savarna, Classe, Coccolia, Conventello, Ducenta, Durazzano-Borgo Sisa, Filetto, Fornace Zarattini, Fosso Ghiaia, Gambellara, Ghibullo, Glorie, Grattacoppa, Lido Adriano, Lido di Classe, Lido di Dante, Lido di Savio, Longana, Madonna dell'Albero, Mandriole, Marina di Ravenna, Marina Romea, Massa-Castello, Mensa-Matellica, Mezzano, Osteria, Palazzone, Piangipane, Pilastro, Ponte Nuovo, Porto Corsini, Porto Fuori, Punta Marina Terme, Punta Ravenna, Ragone, Roncalceci, San Bartolo, San Marco, San Michele, San Pietro in Campiano, San Pietro in Trento, San Pietro in Vincoli, San Romualdo, San Zaccaria, Sant'Alberto, Sant'Antonio, Santerno, Santo Stefano, Savarna, Savio, Torri, Villanova di Ravenna.
Storicamente, l'area a sud di Ravenna è delimitata in due zone, chiamate Ville Unite e Ville Disunite.

## Economia

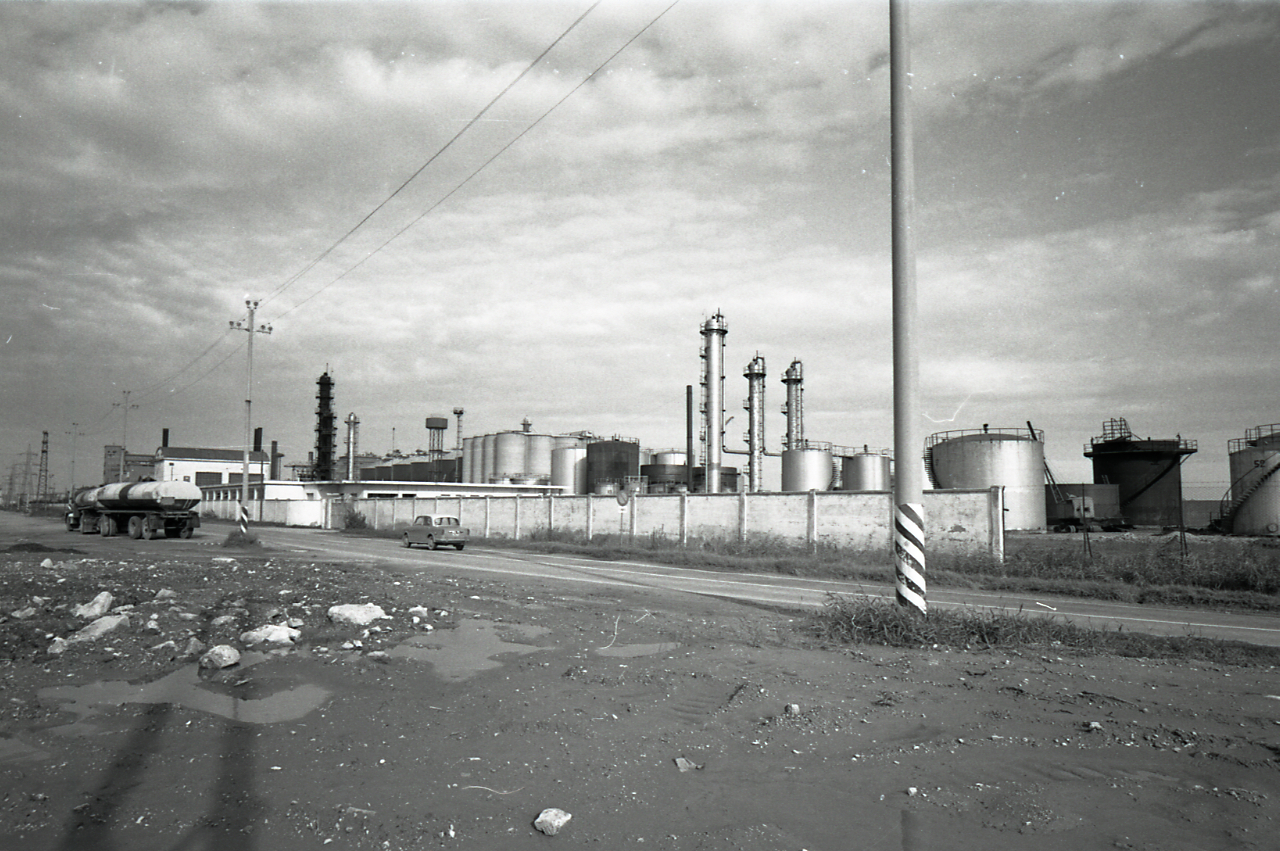
La zona industriale di Ravenna nel 1966

In epoca pre-unitaria Ravenna era nota per il porto, lo scalo dello Stato Pontificio più frequentato tra quelli che si affacciano sul mare Adriatico. Il resto dell'economia ravennate era costituito da agricoltura di sussistenza. La prima banca della città, la Cassa di risparmio di Ravenna, fu fondata il 21 dicembre 1839 (approvazione di papa Gregorio XVI) e fu ufficialmente aperta il 1º marzo 1840. Prima di allora l'unico istituto che aveva elargito crediti era stato il Monte di Pietà, fondato nel 1492 da Bernardino da Feltre. La banca sovvenzionava solo i piccoli proprietari; le eccedenze di cassa dovevano essere devolute ad opere di pubblica beneficenza. Nel 1898 fu avviato un programma di previdenza per operai disoccupati. Nel 1905 fu fondato l'Istituto autonomo per le case popolari.
L'industria iniziò ad affacciarsi alla fine del XIX secolo. La prima attività a prendere piede fu quella saccarifera, con l'apertura degli zuccherifici di Classe (1899) e di Mezzano (1908). Successivamente vennero avviate nuove attività in altri settori: l'industria alimentare dei Conti Rivalta (1906); la fabbrica di concimi; lo jutificio (o saccheria) «Callegari e Ghigi» (1908) e la pileria Lovatelli (1911).
Nello stesso periodo si diffuse nel ravennate il modello della cooperativa di produzione. Nel 1883 fu fondata la prima società cooperativa di braccianti, seguita da molte altre in diversi comuni della provincia. Le cooperative della zona attinsero prestiti dalla Cassa di Risparmio. L'agricoltura, comunque, rimase la principale attività economica del Ravennate. La staticità del contesto urbano contrastava con la vivacità delle attività agricole: la modernizzazione dell'economia ravennate tra le due guerre partì dalla campagna.
Ancora all'inizio del Novecento il litorale appariva aspro e deserto, molto meno frequentato della campagna e della pineta. Porto Corsini, poco più che una borgata di pescatori, era una località isolata. L'industria del turismo prese le mosse dopo la prima guerra mondiale. La prima stazione balneare fu Marina di Ravenna. Nel 1926 sorse l'Azienda di soggiorno e turismo.
Nel dopoguerra la città visse un periodo di intenso sviluppo produttivo, concentrato nell'area attorno al Canale Candiano. Nel 1950 Attilio Monti fondò la Sarom («Società anonima di raffinazione olii minerali»), la prima azienda petrolchimica ravennate. Negli anni successivi l'attività industriale registrò ritmi di crescita annuali costanti. Se ancora all'inizio del decennio gli addetti all'agricoltura raggiungevano il 59,7% della forza lavoro, alla fine degli anni cinquanta erano scesi al 44,8% del totale. Per converso si registrò un aumento considerevole degli addetti all'industria. Nel 1958 entrò in funzione lo stabilimento dell'Anic specializzato nella produzione di fertilizzanti. L'ENI, proprietaria dell'Anic, aveva scelto il porto di Ravenna come base per le spedizioni dei suoi prodotti verso l'Africa ed il Medio oriente. L'Ente di Enrico Mattei aveva trovato un'ottima convenienza ad investire a Ravenna, dato che in loco esistevano ampi giacimenti di metano e data l'ampia disponibilità di aree a basso costo. Lo stabilimento Anic, costruito sulle sponde del Canale Candiano, produsse fertilizzanti, urea e nitrato d'ammonio. L'insieme di queste iniziative economiche fecero decollare Ravenna come polo industriale. Lo scalo ravennate, nonostante le ancora ridotte dimensioni e la bassa profondità del pescaggio, diventò il porto principale dell'Adriatico per i prodotti petroliferi dell'ENI. Anche il gruppo agro-alimentare Ferruzzi contribuì allo sviluppo delle attività economiche: se nel 1969 fu sbarcato un milione mezzo di tonnellate di cereali, dieci anni più tardi la quantità salì ad oltre seimila tonnellate.
Negli anni settanta la crisi energetica, determinata dall'improvviso raddoppio del prezzo del petrolio, causò l'inizio della parabola discendente per il polo petrolchimico ravennate. Nel 1981 Monti cedette la Sarom all'ENI per il simbolico prezzo di una lira, assieme al suo debito da oltre 500 miliardi di lire (da allora l'area è dismessa e nel 2024 sono state demolite le due gigantesche torri Hammon). Negli anni ottanta l'ENI cessò progressivamente l'attività di tutti gli impianti a terra. Le attività dell'Anic furono assorbite dalla nuova società EniChem, con sede a San Donato Milanese (1983). Rimasero in funzione gli impianti in mare per l'estrazione metanifera.
Nel 1987 Raul Gardini, presidente del gruppo ravennate Ferruzzi, acquisiva il controllo della Montedison, il principale polo chimico privato italiano. Ma la parabola dell'imprenditore ravennate era destinata a durare pochi anni. Invischiato nello scandalo Tangentopoli, nel 1993 si suicidò. Pochi giorni dopo il gruppo Ferruzzi, pesantemente indebitato, si consegnò alle banche. Dopo la chiusura della Ferruzzi, Ravenna non ha più avuto presenze imprenditoriali forti, se si eccettua la presenza del gruppo Marcegaglia con un grosso stabilimento. Oggi l'azienda locale più importante è la Cooperativa Muratori e Cementisti (C.M.C.), società cooperativa attiva a livello mondiale nella costruzione di grandi opere.
La zona portuale e industriale di Ravenna ospita oggi un importante indotto di imprese considerate eccellenze a livello internazionale nell'ambito dei servizi offshore per il gas e i prodotti derivati dal petrolio. Nel settore sono impiegati, tra assunti diretti e indotto, almeno 10 000 persone.
L'attività estrattiva di gas sotto il fondale marino si estende in un perimetro che va dal Delta del Po fino a Pescara. Vi sono oltre 30 piattaforme per l'estrazione del metano. Due gasdotti passano sotto il suolo di Casal Borsetti, cinque a Marina di Ravenna. Il porto continua ad essere il traino dell'economia ravennate. È uno degli scali più importanti dell'Adriatico. Le statistiche parlano di 21,5 milioni di merci movimentate, un traffico container pari a 208 000 TEU e 5,7 milioni di tonnellate di merci alla rinfusa. L'Eni ha a Ravenna il principale distretto energetico per la produzione di gas.
La città ospita la sede legale dell'IGD SIIQ, tra le principali società italiane del settore immobiliare retail.
Il settore turistico è stato rilanciato con l'apertura, nel 1992, del Parco di divertimenti «Mirabilandia», costruito lungo la SS 16 "Adriatica", circa 10 km a sud della città. Per quanto riguarda l'artigianato, Ravenna è rinomata soprattutto per la produzione di ceramiche, di vimini, di mosaici, per la lavorazione del rame e del ferro battuto e per i laboratori di intagliatori e restauratori di mobili.

## Infrastrutture e trasporti

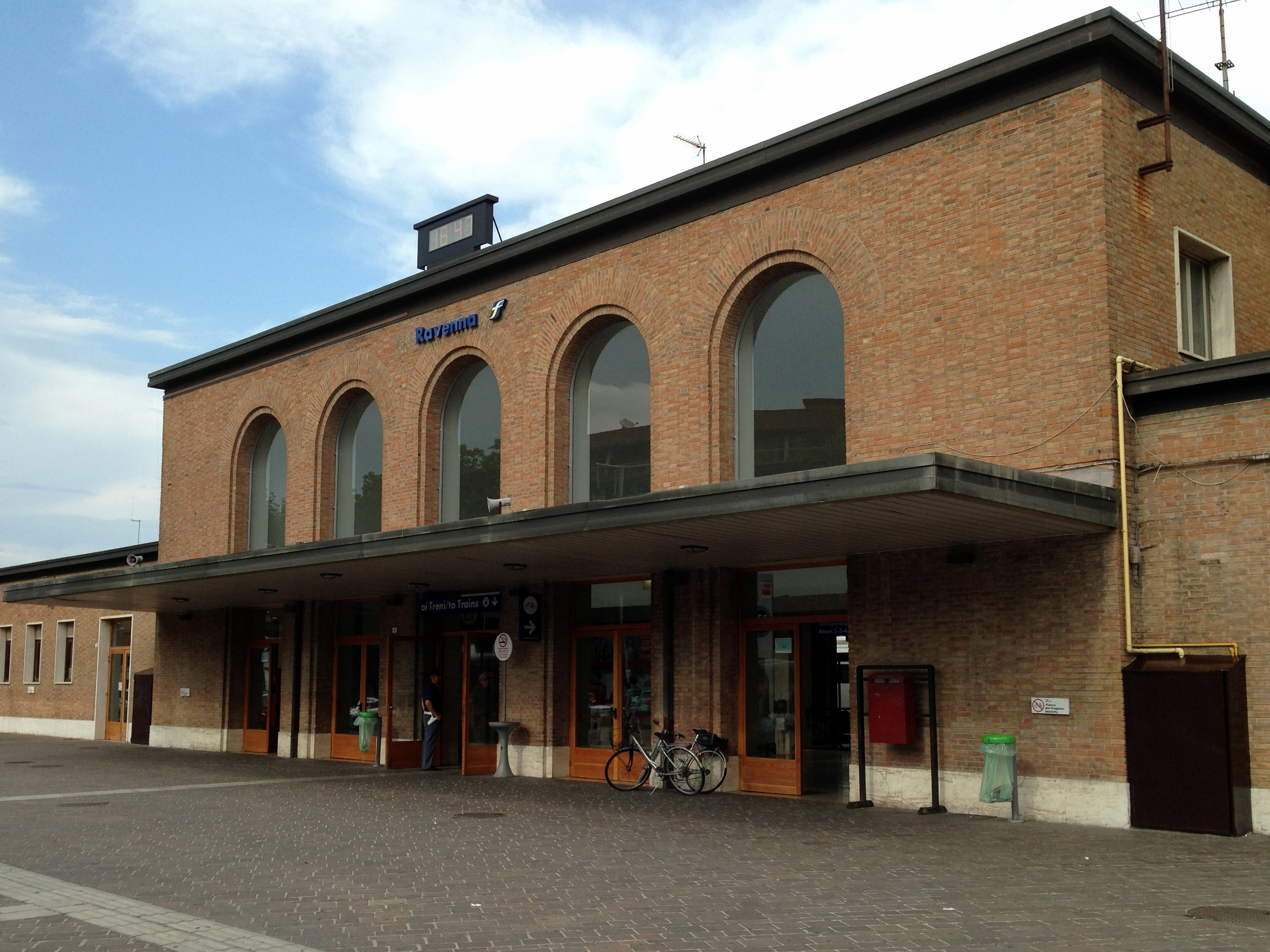
La stazione ferroviaria di Ravenna

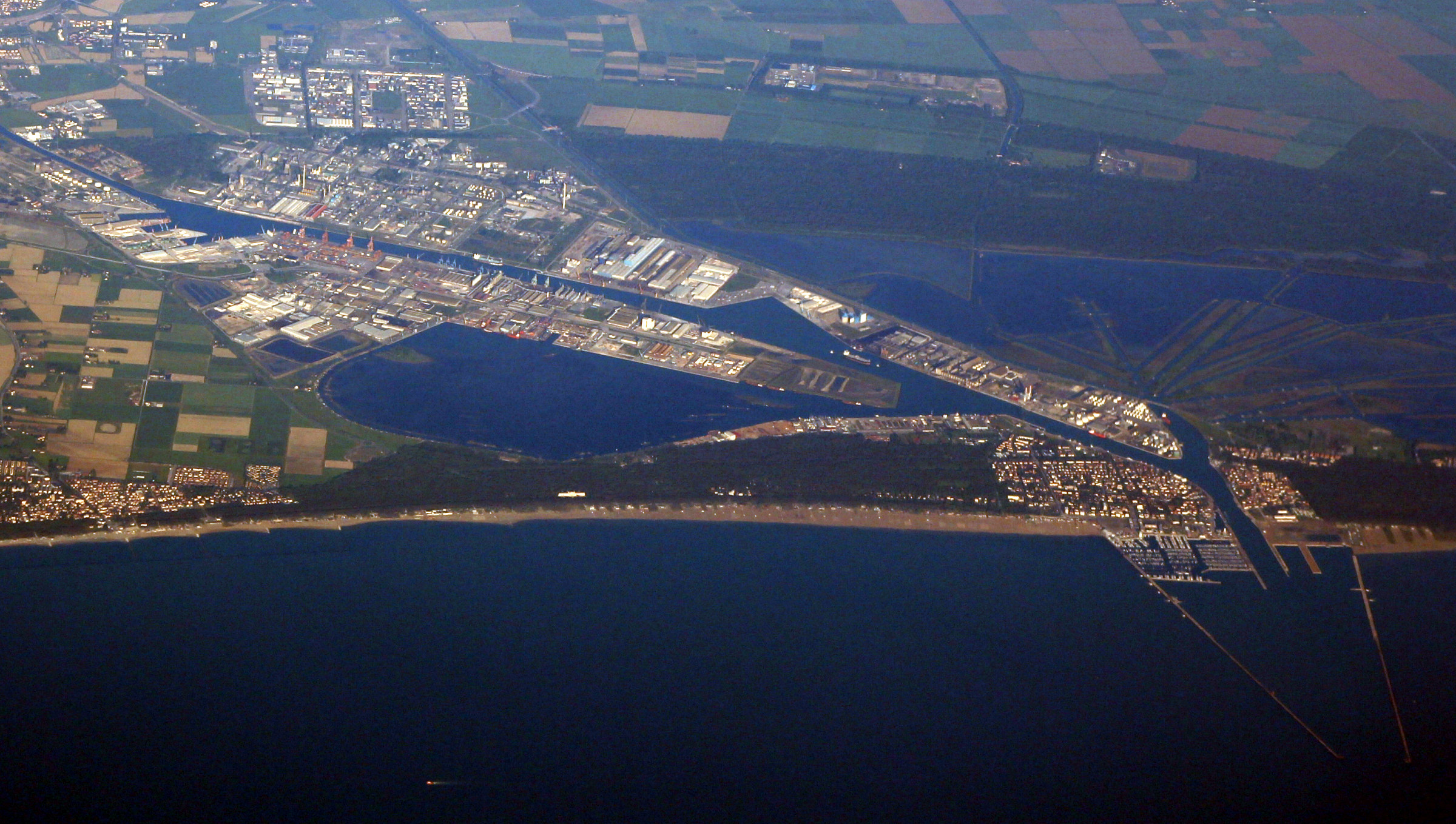
Il Porto di Ravenna

Con i suoi 155 000 abitanti, Ravenna è il comune più grande d'Italia che non è interessato da ferrovie importanti. La stazione di Ravenna, posta nei pressi del Porto, si trova lungo la ferrovia Ferrara-Rimini ed è termine della linea proveniente da Castel Bolognese. Tra il 1883 e il 1929 la città fu servita da una linea tranviaria a vapore diretta a Forlì, una diramazione della quale giungeva a Classe.
Ravenna è collegata alla rete autostradale tramite il raccordo Ravenna-Cotignola, che si immette sulla A14. Inoltre a Ravenna parte la Strada statale 3 bis Tiberina (Ravenna-Orte). Dagli anni 1970 è una superstrada con due corsie per ogni senso di marcia.
La città non dispone di un aeroporto per voli nazionali. A 3 km dalla periferia sud della città si trova il piccolo aeroporto di Ravenna, sede di un club di paracadutisti e dedicato quasi esclusivamente a voli turistici.
L'unica infrastruttura di comunicazione di rilievo nazionale è il porto industriale. Lo scalo è uno dei più importanti del mare Adriatico. Il porto è stato edificato lungo il Candiano, il canale navigabile che mette in comunicazione Ravenna con il mare, da cui dista 11 km.
Lungo la costa esistono diversi tratti di percorsi ciclabili facenti parte dell'esteso progetto denominato Ciclovia Adriatica, che una volta completato collegherà tutte le località della costa adriatica con vantaggi sulla mobilità sostenibile locale, sul turismo e sul cicloturismo indotto da una tale infrastruttura.

## Amministrazione

### Gemellaggi
Ravenna è gemellata con:
- Chartres, dal 1957
- Chichester, dal 1996[107]
- Ragusa, dal 1969[108]
- Spira, dal 1989[109]
- Szekszárd, dal 1996
- Tønsberg
- Laguna (Brasile)

## Sport

### Sport olimpici

L'Olimpia Teodora è la squadra più titolata nella storia della Serie A1, con il record di 11 scudetti consecutivi tra il 1980 e il 1991.

Lo sport nazionale in cui Ravenna ha svolto il ruolo di maggiore importanza è la pallavolo. Ravenna è una delle città storiche della pallavolo italiana.

In spiaggia è viva la passione per il gioco dei racchettoni. Da questo gioco si è evoluto il tennis da spiaggia. Le spiagge ravennati sono il luogo di origine di questo sport. Nei primi anni 1980 si disputò a Marina di Ravenna, il primo torneo di tennis da spiaggia.
La città romagnola ha avuto un ruolo importante anche in numerosi altri sport. Tra le personalità più eminenti dello sport ravennate va annoverato Emidio Fantini (1922-2020), la cui carriera fu contrassegnata da tre Stelle al merito sportivo CONI (bronzo nel 1987, argento nel 1998 ed oro nel 2015).
Pallavolo
Pallacanestro
La prima squadra a disputare un campionato nazionale fu il G.U.F. Ravenna, che nel 1938 fu ammesso alla Serie B. Disputò cinque campionati, fino all'interruzione dovuta alla seconda guerra mondiale. L'annata migliore fu il 1941-42, quando i ravennati vinsero il proprio girone e si qualificarono per il girone finale di promozione in Serie A.
Al primo campionato del dopoguerra (stagione 1945-1946) partecipò una squadra ravennate, l'Olimpia. Si qualificò alle semifinali Nord-A, che si tennero nel giugno 1946 a Genova. La seconda società ad approdare alla massima serie fu la Robur sezione basket, che disputò un campionato di Serie A (1950-51). Un'altra società di Ravenna, la «Cestistica» sponsorizzata Solgas, giocò nella seconda serie del campionato italiano dal 1953-54 al 1963-64. Ravenna è tornata a giocare nella seconda serie italiana nel 2014-15 con il club Piero Manetti.
Ginnastica
La principale società sportiva è stata l'Edera. Omero Bonoli riuscì a conquistare una medaglia olimpica: fu argento a Los Angeles (1932) nel cavallo con maniglie. Arrigo Carnoli, campione italiano, fece parte della nazionale che partecipò ai Giochi olimpici di Helsinki (1952). Arianna Alni fu una componente della nazionale che vinse il titolo mondiale nella ginnastica ritmica a Madrid (1975).
Ippica
I due massimi campioni della disciplina sono stati: Roberto Andreghetti (quasi 5000 vittorie, un titolo mondiale e due titoli europei). Si distinsero anche Vincenzo Antonellini ed i fratelli Gianni e Francesco Gambi, che fondarono una scuderia tutta ravennate, la «Scuderia Gambi e C.». Tra le amazzoni spiccò Loredana Moretti, campionessa mondiale di trotto nel 1969.
Nuoto
Oltre agli autodidatti, il cui rappresentante più glorioso fu Gianni Gambi, capace di vincere le traversate di Nizza, Parigi, Berlino, Trieste e Roma, il nuoto ravennate ha avuto anche una scuola, rappresentata dalla società Edera Nuoto. Nel 1952 Maria Nardi prese parte ai Giochi olimpici di Helsinki. Fu l'unica nuotatrice italiana ad essere iscritta a una gara individuale (i 100 metri), oltre che alla staffetta.
Nuoto pinnato
Il nuoto pinnato ravennate iniziò la sua attività con la Polisportiva Edera nel periodo tra le due guerre. La più forte atleta del dopoguerra fu Marina Baldini, che vinse tre medaglie ai Campionati europei tra il 1969 e il 1970 Altro grande atleta ravennate di questo sport è stato Paolo Vandini.
Pugilato
I primi incontri di pugilato disputati a Ravenna furono organizzati, durante la prima guerra mondiale dai militari statunitensi della base aerea di Porto Corsini. Successivamente si costituì la Società sportiva "Guido Novello", che portò avanti questo sport tra le due guerre. Nel secondo dopoguerra il monopolio della boxe passò alla Società Edera, che negli anni conquistò alcuni campionati nazionali ed organizzò incontri di grosso rilievo sia in campo nazionale che internazionale. Appartenne a questa società il primo campione italiano ravennate, Enrico Barlati, che conquistò il titolo nel 1967 (categoria pesi leggeri).
Tiro a segno
La «Società ravennate di tiro a segno» fu fondata prima dell'anno 1900. I suoi tiratori si distinsero in poco tempo tra i migliori d'Italia. Alle Olimpiadi di Los Angeles (1932) Renzo Morigi e Domenico Matteucci vinsero rispettivamente l'oro e il bronzo nel tiro con la pistola. Nel 1937 Belgio Mazzavillani giunse quinto ai Mondiali di Helsinki; fu poi ancora quinto ai Mondiali di Lucerna.
Nella nazionale che conquistò il titolo mondiale di Pistola a squadre nel 1947 (Stoccolma), tre quinti erano ravennati: Bertoni, Errani e Mazzavillani. Errani fu sei volte campione nazionale. Mazzavillani vinse un titolo italiano. Anche la generazione degli anni cinquanta e seguenti presentò molti nomi di rilievo, con una serie di ottimi risultati in Italia e all'estero.
Pallanuoto
Ravenna Pallanuoto fondata nel 1981, attualmente è impegnata nel campionato nazionale maschile  di serie C.

### Ciclismo
Giro d'Italia
Per otto volte Ravenna (comprese le frazioni) è stata sede di arrivo di una tappa del Giro d'Italia, la prima nel 1931, l'ultima nel 2011.
Tappe del Giro d'Italia con arrivo a Ravenna e nei Lidi ravennati:
- 1931 4ª tappa Mantova-Ravenna, vinta da Learco Guerra
- 1938 11ª tappa Ascoli Piceno-Ravenna, vinta da Cino Cinelli
- 1955 15ª tappa Pineta di Cervia (cron. indiv.), vinta da Pasquale Fornara
- 1964 9ª tappa Feltre-Ravenna, vinta da Pietro Zoppas
- 1968 14ª tappa Vittorio Veneto-Ravenna, vinta da Luigi Sgarbozza
- 1972 1ª tappa Venezia-Ravenna, vinta da Marino Basso
- 2005 9ª tappa Firenze-Ravenna, vinta da Alessandro Petacchi
- 2011 12ª tappa Castelfidardo-Ravenna, vinta da Mark Cavendish

Gran Premio d'Europa
Il 15 aprile 1956 fu organizzato a Ravenna il «Gran Premio d'Europa», corsa a cronometro per squadre nazionali. Organizzata dal Pedale ravennate (presidente Fernando Fuschini), lo sponsor era la compagnia petrolifera Sarom. Luogo della gara era il lungo rettilineo che costeggia il Canale Candiano. Partenza e arrivo erano in via Trieste. Il circuito misurava 7,2 km, da ripetere per 14 giri.
Lunghezza della prova: 100 km, da dividere fra tre corridori. La prima edizione fu vinta dalla sorprendente Svizzera in 2h24'43" (media di 41,795), seguita dal Belgio (staccato di 2'25"). L'Italia (Fiorenzo Magni, Giuseppe Minardi e Lino Grassi era in testa, ma una foratura di Grassi al decimo giro fece scivolare gli Azzurri in terza posizione. La Francia (Jacques Anquetil, Louis Bobet, André Darrigade) era arrivata seconda, ma i transalpini commisero una violazione del regolamento che li relegò in ultima posizione.
L'evento ebbe un grande successo e fu ripetuto l'anno successivo, il 21 aprile. Partenza e arrivo sempre in via Trieste, circuito di 5,6 km da ripetere per 18 giri. Vinse la Francia (Jacques Anquetil, André Darrigade e Jean Forestier) in 2h22'39" (media di 42,394). Seconda l'Italia (Ercole Baldini, Nino Defilippis e Diego Ronchini), terza la Spagna. Gli spettatori furono 20 000 nel primo anno e 30 000 l'anno seguente. Nonostante ciò, la gara non fu ripetuta nel 1958 e poi cadde nel dimenticatoio.
Giro delle Regioni
Gara a tappe per dilettanti, il percorso iniziava in Lazio e terminava a Ravenna attraversando le regioni del Centro Italia. Organizzata dalla SC Rinascita di Ravenna di Medardo Bortolotti e Jader Bassi e il Pedale Ravennate di Celso Minardi e Vittorio Casadio, sostenuti dallo sponsor Brooklyn (marchio della Perfetti) e dagli enti locali, la competizione si tenne dal 1970 al 2010.
Memorial Elia Dal Re
Il Memorial Elia Dal Re è stata una corsa in linea maschile di ciclismo su strada riservata alla categoria Under 23 disputata in cinque edizioni tra il 2009 e il 2013 nella frazione di Villanova di Ravenna.

### Automobilismo
Tra il 1923 e il 1927 le strade di Ravenna furono sede di una gara automobilistica di velocità: il «Circuito del Savio». La manifestazione è ricordata ancora oggi perché è legata all'abbinamento Ferrari-cavallino rampante. Enzo Ferrari vinse le prime due edizioni a bordo di un'Alfa Romeo.
Nella prima era presente la madre dell'aviatore Francesco Baracca (nato a Lugo, in provincia di Ravenna). La famiglia Baracca aveva messo in palio una Coppa per il vincitore. Al momento della consegna, Enzo Ferrari dichiarò la sua ammirazione per l'aviatore lughese. La contessa decise allora di proporgli di adottare come porta fortuna il cavallino rampante sulla sua vettura.

### Principali società sportive
- Tiro a Segno 1862 Ravenna
- Ravenna Football Club 1913
- Circolo Velico Ravennate
- Circolo Tennis Zavaglia: fu fondato nel 1931 dal maestro Gastone Turri ed è intitolato a un famoso tennista locale, Angelo Zavaglia. È stata la scuola di Andrea Gaudenzi. Il Circolo ha conquistato quattro promozioni in cinque anni approdando, nel 2024, alla Serie A1 del campionato nazionale[125].
- Atletica Ravenna
- Rinascita Nuoto Team Romagna (nuoto)
- Basket Ravenna Piero Manetti
- Porto Ravenna Volley (pallavolo maschile)
- Olimpia Teodora (pallavolo femminile)
- Ravenna Rugby
- Ravenna Baseball
- Marina Baseball
- Chiefs Ravenna (football americano)
- Ravenna Pallanuoto[126]

### Impianti sportivi
- Stadio Bruno Benelli
- Pala De André
- Pala Costa
- Campo scuola di atletica leggera "Elio Marfoglia"[127] (inaugurato nel 1974)
- Piscina comunale "G. Gambi" (inaugurata nel 1974)
- Palestra Scherma CONI-FIS (inaugurata nel 1973)
- Tiro a Segno Nazionale

### Manifestazioni sportive
- Maratona «Ravenna città d'arte», competizione internazionale nata nel 1999.